# Les Baux-de-Provence
Pour les articles homonymes, voir Baux et Provence.
Pour le vin, voir Les-baux-de-provence.
Les Baux-de-Provence, Lei Bauç en provençal, sont une commune française, située dans le département des Bouches-du-Rhône en région Provence-Alpes-Côte d'Azur.
Situés dans le massif des Alpilles, Les Baux sont aujourd'hui principalement un site touristique plus qu'un lieu de vie. Ils adhèrent à l'association  Les Plus Beaux Villages de France et accueillent plus d'un million et demi de visiteurs par an. La commune compte 262 habitants, dont 22 vivent encore dans l'enceinte des Baux — la partie haute du village.

## Géographie

### Localisation
La commune est centrée autour d'un village situé sur un éperon rocheux, début d'un plateau — premier contrefort de la chaîne des Alpilles — qui surplombe de 200 m la campagne des environs.
La commune est dominée par une vaste forteresse, le Château des Baux, aujourd'hui en ruines, ouvrant une large vue sur les plaines du sud, vers Arles et la Camargue proche.

### Communes limitrophes
Les communes limitrophes sont  Fontvieille, Maussane-les-Alpilles, Paradou, Saint-Rémy-de-Provence et Saint-Étienne-du-Grès.
Les Baux-de-Provence se situent à deux kilomètres au nord de Maussane-les-Alpilles et à trois kilomètres au nord-est de Paradou. Les principales agglomérations voisines sont Saint-Martin-de-Crau (11 600 habitants) au sud (9 kilomètres), Saint-Rémy-de-Provence (10 200 habitants) au nord (8 kilomètres) et Arles (52 600 habitants) au sud-ouest (16 kilomètres).

### Hydrographie
De par son relief, le massif des Alpilles est parcouru de nombreux ruisseaux que l'on nomme des « gaudres ». Un gaudre (du provençal gaudre : « petit ruisseau ») désigne un cours d'eau souvent à sec en été et à faible débit le reste de l'année. Les principaux gaudres de la commune sont le gaudre du Trible, dont la source se situe au nord du village, le gaudre du mas de Chevrier qui se jette dans le gaudre d'Auge, lui aussi sur la commune, à l'ouest du bourg, et les gaudres de Verpetières et d'Entreconque à l'est du village.

### Climat
Pour des articles plus généraux, voir Climat de Provence-Alpes-Côte d'Azur et Climat des Bouches-du-Rhône.
En 2010, le climat de la commune est de type climat méditerranéen franc, selon une étude du Centre national de la recherche scientifique s'appuyant sur une série de données couvrant la période 1971-2000. En 2020, Météo-France publie une typologie des climats de la France métropolitaine dans laquelle la commune est exposée à un climat méditerranéen et est dans la région climatique Provence, Languedoc-Roussillon, caractérisée par une pluviométrie faible en été, un très bon ensoleillement (2 600 h/an), un été chaud (21,5 °C), un air très sec en été, sec en toutes saisons, des vents forts (fréquence de 40 à 50 % de vents > 5 m/s) et peu de brouillards.
Pour la période 1971-2000, la température annuelle moyenne est de 14,3 °C, avec une amplitude thermique annuelle de 17,6 °C. Le cumul annuel moyen de précipitations est de 665 mm, avec 5,4 jours de précipitations en janvier et 2,3 jours en juillet. Pour la période 1991-2020, la température moyenne annuelle observée sur la station météorologique de Météo-France la plus proche, « Eyragues », sur la commune d'Eyragues à 12 km à vol d'oiseau, est de 15,2 °C et le cumul annuel moyen de précipitations est de 631,8 mm. 
La température maximale relevée sur cette station est de 42,2 °C, atteinte le 28 juin 2019 ; la température minimale est de −9,9 °C, atteinte le 2 mars 2005,,.
Les paramètres climatiques de la commune ont été estimés pour le milieu du siècle (2041-2070) selon différents scénarios d'émission de gaz à effet de serre à partir des nouvelles projections climatiques de référence DRIAS-2020. Ils sont consultables sur un site dédié publié par Météo-France en novembre 2022.

#### Le mistral
Le mistral y souffle fortement du nord ou du nord-ouest, particulièrement en hiver et au printemps. Les Alpilles dévient le vent, mais il souffle aux Baux pratiquement aussi fort que dans le nord de la chaîne. Le mistral souffle fortement 100 jours par an en moyenne et faiblement 83 jours, ce qui ne laisse que 182 jours sans vent par an.
On distingue deux types de mistral : le « mistral blanc », qui dégage le ciel en totalité et accentue la luminosité, et le « mistral noir », plus rare, qui est accompagné de pluie.

#### Données météorologiques
| Mois                              | jan. | fév. | mars | avril | mai  | juin | jui. | août | sep. | oct. | nov. | déc. | année |
| --------------------------------- | ---- | ---- | ---- | ----- | ---- | ---- | ---- | ---- | ---- | ---- | ---- | ---- | ----- |
| Température minimale moyenne (°C) | 1,1  | 2,1  | 3,9  | 6,6   | 9,9  | 13,6 | 16,2 | 15,7 | 13,2 | 9,5  | 4,9  | 1,9  | 8,2   |
| Température moyenne (°C)          | 5,7  | 7    | 9,2  | 12    | 15,7 | 19,5 | 22,5 | 21,9 | 19   | 14,8 | 9,5  | 6,3  | 13,6  |
| Température maximale moyenne (°C) | 10,3 | 11,8 | 14,5 | 17,5  | 21,6 | 25,5 | 28,8 | 28,1 | 24,8 | 20,1 | 14,1 | 10,8 | 19    |
| Précipitations (mm)               | 49,7 | 56,7 | 47,5 | 52,7  | 46,9 | 32,2 | 18,9 | 36,7 | 50,3 | 88,6 | 59,3 | 54,1 | 593,8 |
| Humidité relative (%)             | 75   | 73   | 68   | 67    | 67   | 65   | 61   | 64   | 72   | 76   | 77   | 77   | 70    |

### Flore et faune

#### Faune
De nombreuses espèces animales nichent dans les Alpilles et peuvent aléatoirement être observées sur le territoire de la commune des Baux-de-Provence. La plus réputée est l'aigle de Bonelli, espèce protégée, comme le vautour percnoptère, le faucon crécerellette et le hibou grand-duc.
Les rochers arides abritent une espèce de lézard emblématique des Alpilles, le lézard ocellé, lui aussi considéré comme menacé et protégé.
Des espèces végétales protégées, comme la nivéole d’été (Leucojum aestivum) ou l'hélianthème à feuilles de Marum (Helianthemum lavandulaefolium), s'y rencontrent au fond des vallons.

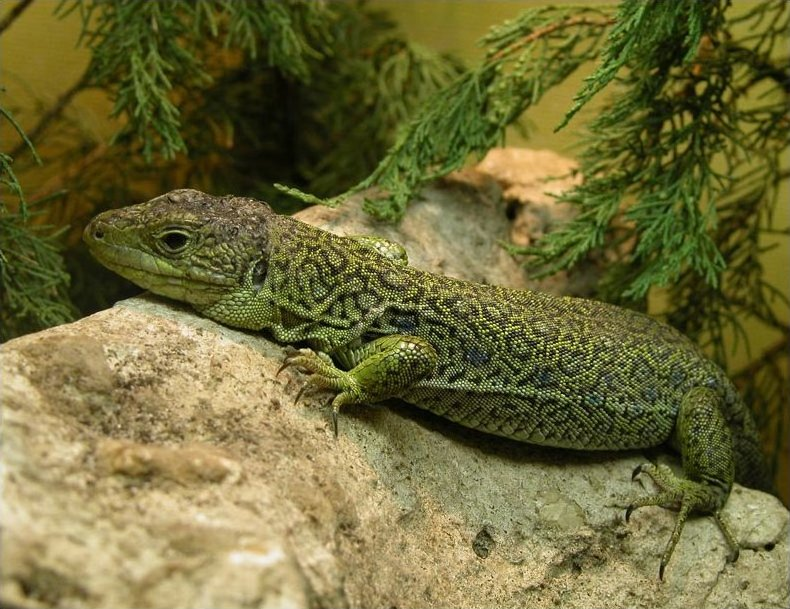
Lézard ocellé.
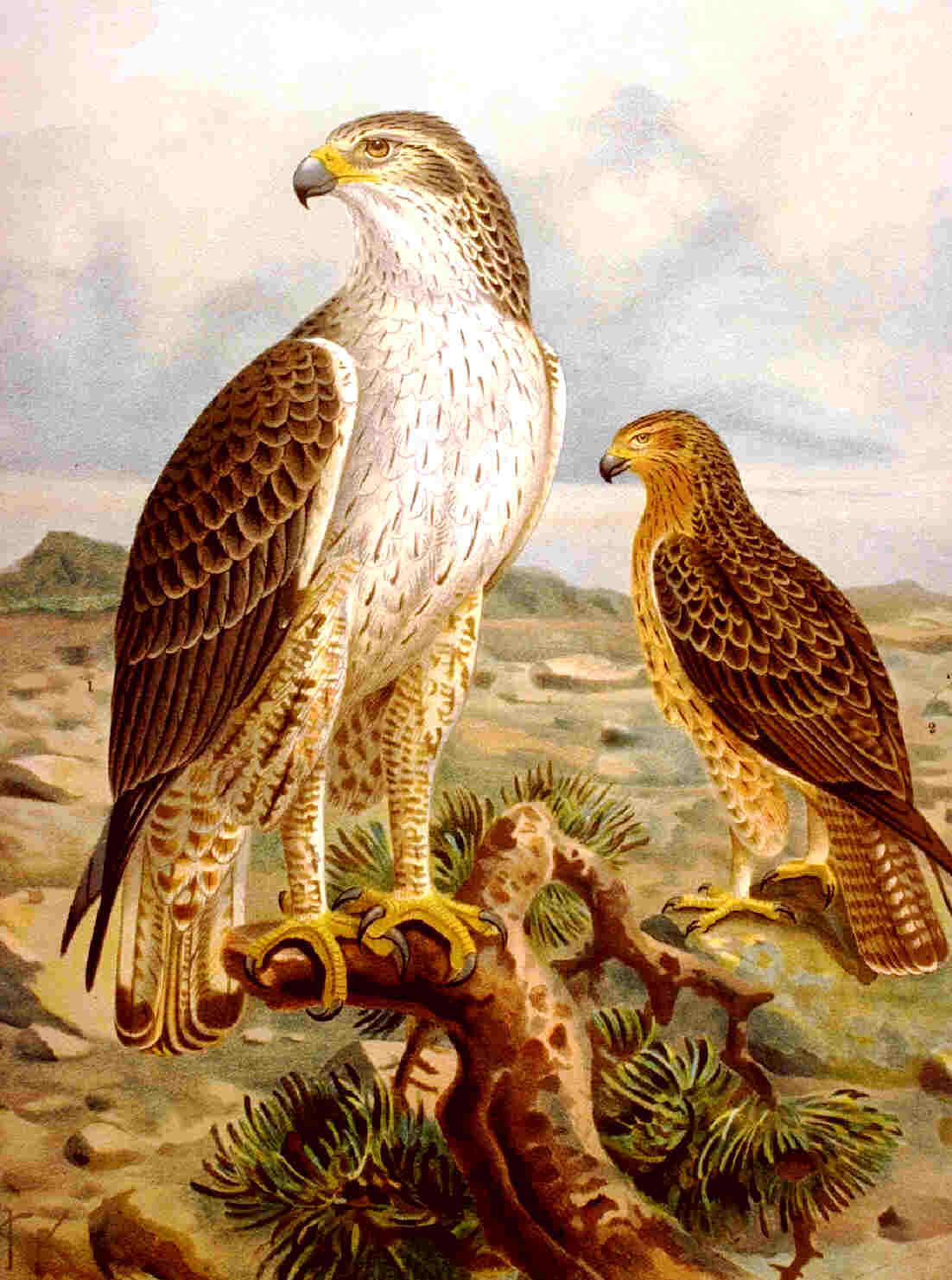
Aigle de Bonelli.
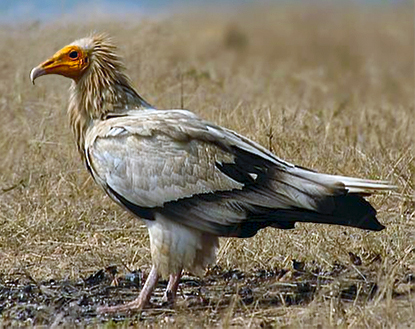
Vautour percnoptère.
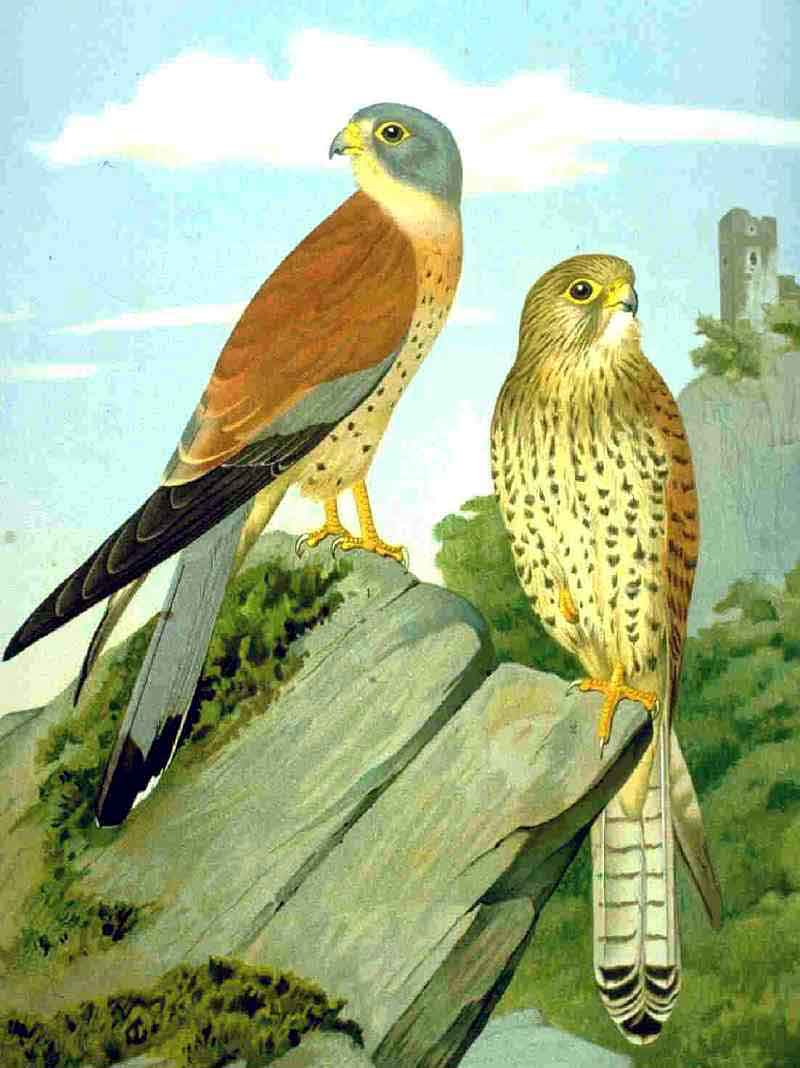
Faucon crécerellette.
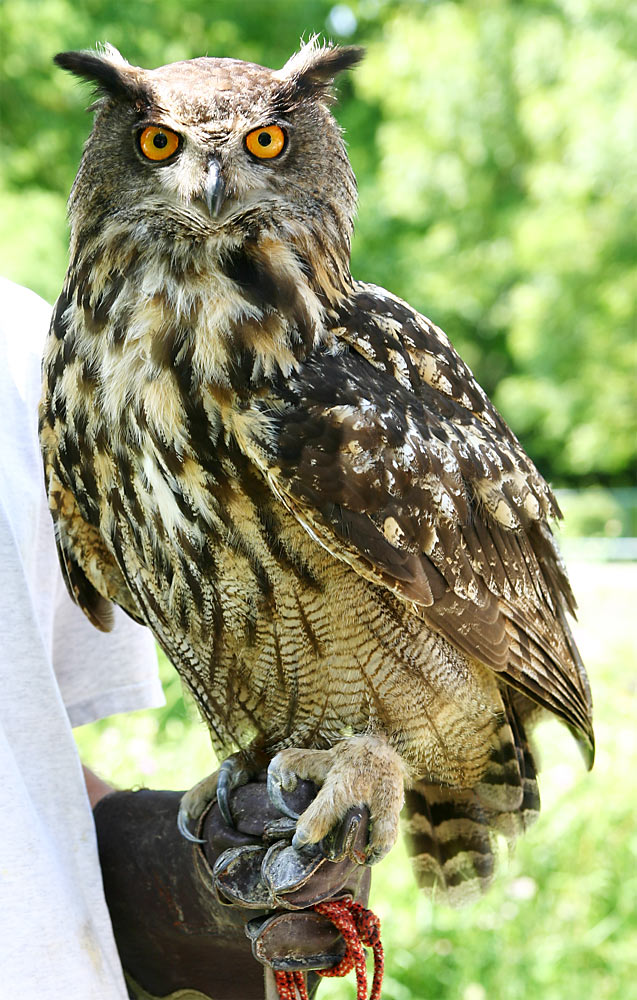
Hibou grand-duc.

##### Espèces chassées
Le territoire des Baux, et notamment ses vallons, compte de nombreux mammifères. Le sanglier y abonde, sa population est en progression. Inversement, le nombre de lièvres et de lapins tend à décroître. La raison semble en être l'épidémie de myxomatose de 1953 qui a causé des ravages dans la population et, depuis la fin du XXe siècle, le VHD viral qui provoque la diminution de l'espèce. La raréfaction des rongeurs pourrait poser problème à terme pour la survie des espèces de rapaces qui s'en nourrissent.

##### Autres espèces animales
On ne peut évoquer la faune des Baux sans citer des espèces telles que le renard, le blaireau européen, la fouine, ou encore le campagnol ou la musaraigne. Quantité de chauves-souris y nichent.

#### Flore
La flore baussenque est, pour l'essentiel, xérique et méditerranéenne. Le botaniste Bernard Girerd y a dénombré 800 espèces végétales en 1992. Hormis l'olivier, caractéristique du paysage maussanais, on note la présence de micocouliers, de chênes kermès de petite taille, d'amélanchiers. Des espèces végétales protégées, comme la nivéole d’été (Leucojum aestivum) ou l'hélianthème à feuilles de Marum (Helianthemum lavandulaefolium), s'y rencontrent au fond des vallons.

## Urbanisme

### Typologie
Au 1er janvier 2024, Les Baux-de-Provence est catégorisée commune rurale à habitat dispersé, selon la nouvelle grille communale de densité à 7 niveaux définie par l'Insee en 2022.
Elle est située hors unité urbaine et hors attraction des villes,.

### Occupation des sols

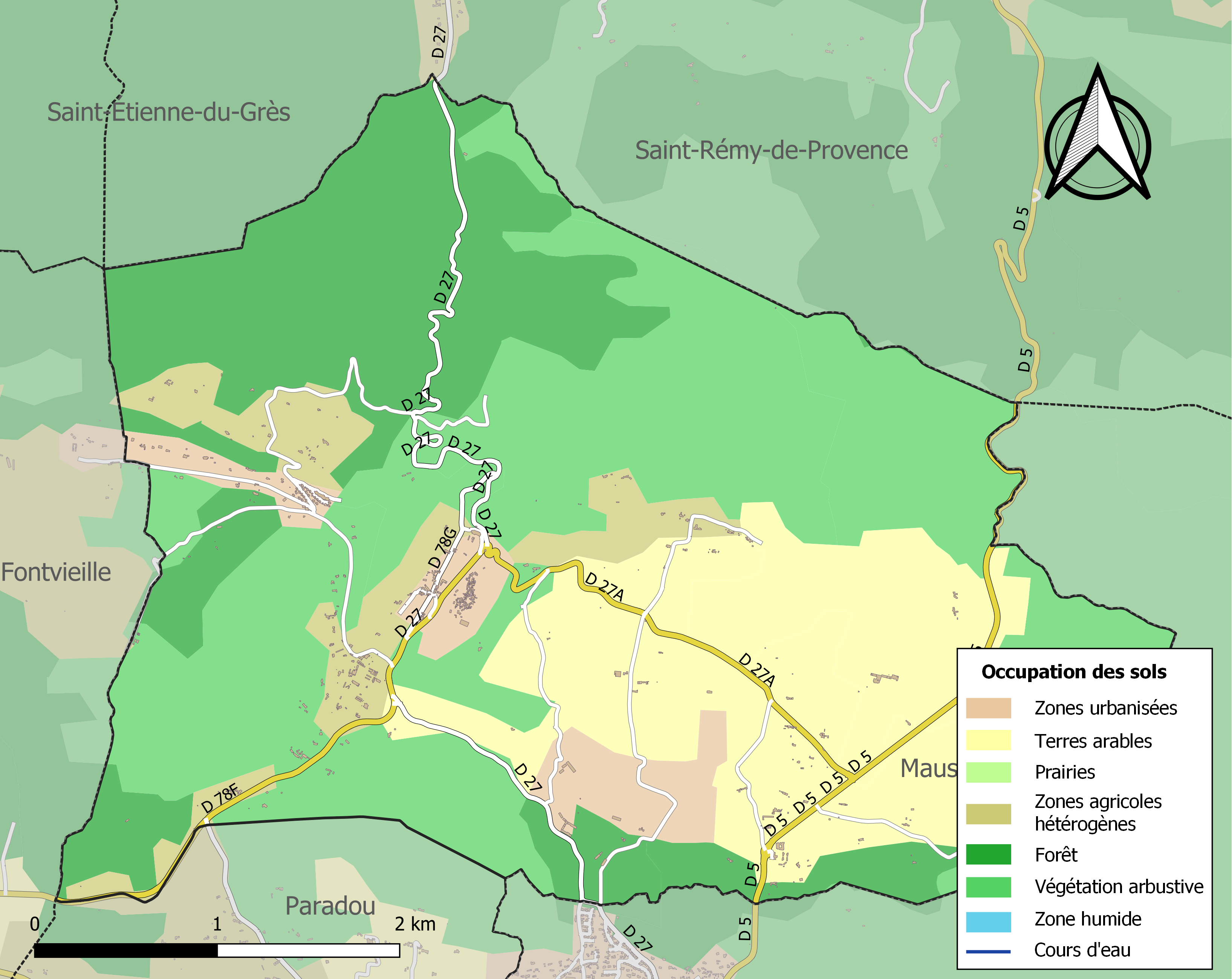
Carte des infrastructures et de l'occupation des sols de la commune en 2018 (CLC).

Le tableau ci-dessous présente l'occupation des sols de la commune en 2018, telle qu'elle ressort de la base de données européenne d’occupation biophysique des sols Corine Land Cover (CLC).
| Type d’occupation                                                                   | Pourcentage | Superficie (en hectares) |
| ----------------------------------------------------------------------------------- | ----------- | ------------------------ |
| Tissu urbain discontinu                                                             | 2,5 %       | 46                       |
| Équipements sportifs et de loisirs                                                  | 2,6 %       | 47                       |
| Vignobles                                                                           | 7,5 %       | 135                      |
| Oliveraies                                                                          | 16,3 %      | 295                      |
| Systèmes culturaux et parcellaires complexes                                        | 2,9 %       | 53                       |
| Surfaces essentiellement agricoles interrompues par des espaces naturels importants | 3,9 %       | 71                       |
| Forêts de conifères                                                                 | 20,9 %      | 378                      |
| Forêts mélangées                                                                    | 3,2 %       | 57                       |
| Pelouses et pâturages naturels                                                      | 3,5 %       | 64                       |
| Végétation sclérophylle                                                             | 11,9 %      | 215                      |
| Forêt et végétation arbustive en mutation                                           | 24,6 %      | 445                      |
| Source : Corine Land Cover                                                          |             |                          |

Les milieux à végétation arbustive et/ou herbacée occupent 40,0 % de la surface communale, les forêts 24,1 %, les cultures permanentes 23,8 %, les zones agricoles hétérogènes 6,8 %, les espaces verts artificialisés non agricoles 2,6 % et les zones urbanisées 2,5 %.

### Voies de communication et transports
La commune est desservie par :

Les Baux se situent au cœur des Alpilles.

- l'autoroute A7 (sortie no 25) et la route départementale RD 99 ;
- l'autoroute A54 (sortie no 12) et la route départementale RD 27.

La gare d'Arles est à 17 km à l'ouest de la commune et la gare d'Avignon TGV à 28 km au nord.
À une trentaine de kilomètres au nord, on trouve l'aéroport d'Avignon - Caumont. En allant vers le sud, c'est l'aéroport de Marseille Provence.

## Toponymie
Le nom de Baux-de-Provence provient de l'occitan bauç ('baws) selon la norme classique, en provençal baus selon la norme mistralienne, qui signifie « en aplomb », « falaise » ou « escarpement rocheux ». Cette racine se retrouve dans d'autres toponymes, comme le baou de Saint-Jeannet.
Selon l'historien britannique Edward Gibbon, « Baux » viendrait d'une évolution de « Balthes » (signifiant audacieux en gotique), une famille illustre noble visigothe qui descendrait du dieu Gaut.
Par un décret du 7 août 1958, publié au Journal officiel du 12 août 1958, avec effet au 13 août 1958, La Baux devient Les Baux-de-Provence. La commune se nomme en occitan provençal Lei Bauç de Provènça selon la norme classique ou Li Baus de Prouvènço selon la norme mistralienne.
La bauxite, minerai d'aluminium, tient son nom de cette commune où elle est exploitée pour la première fois.

## Histoire

### Préhistoire et Antiquité

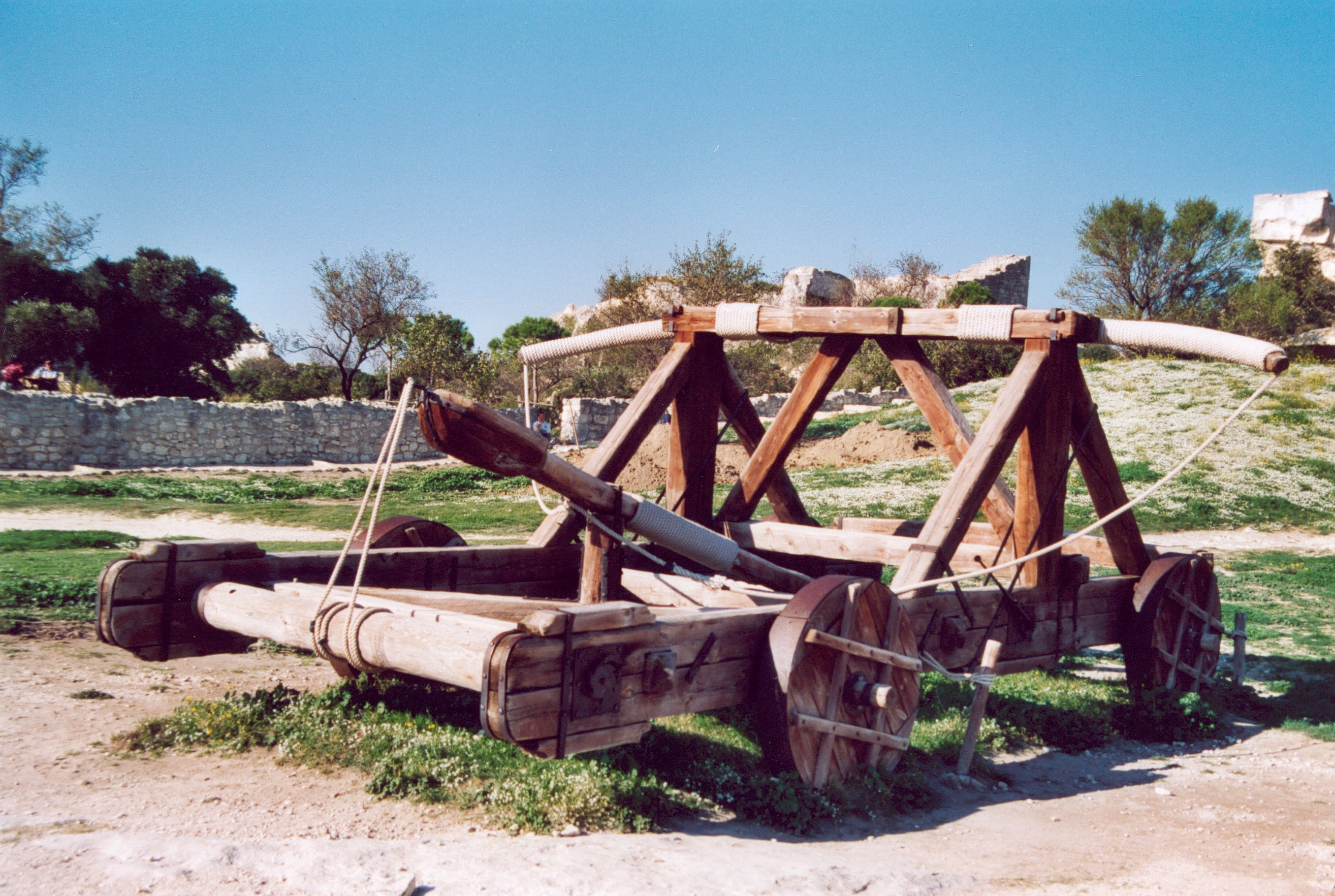
Reconstitution d'une catapulte.

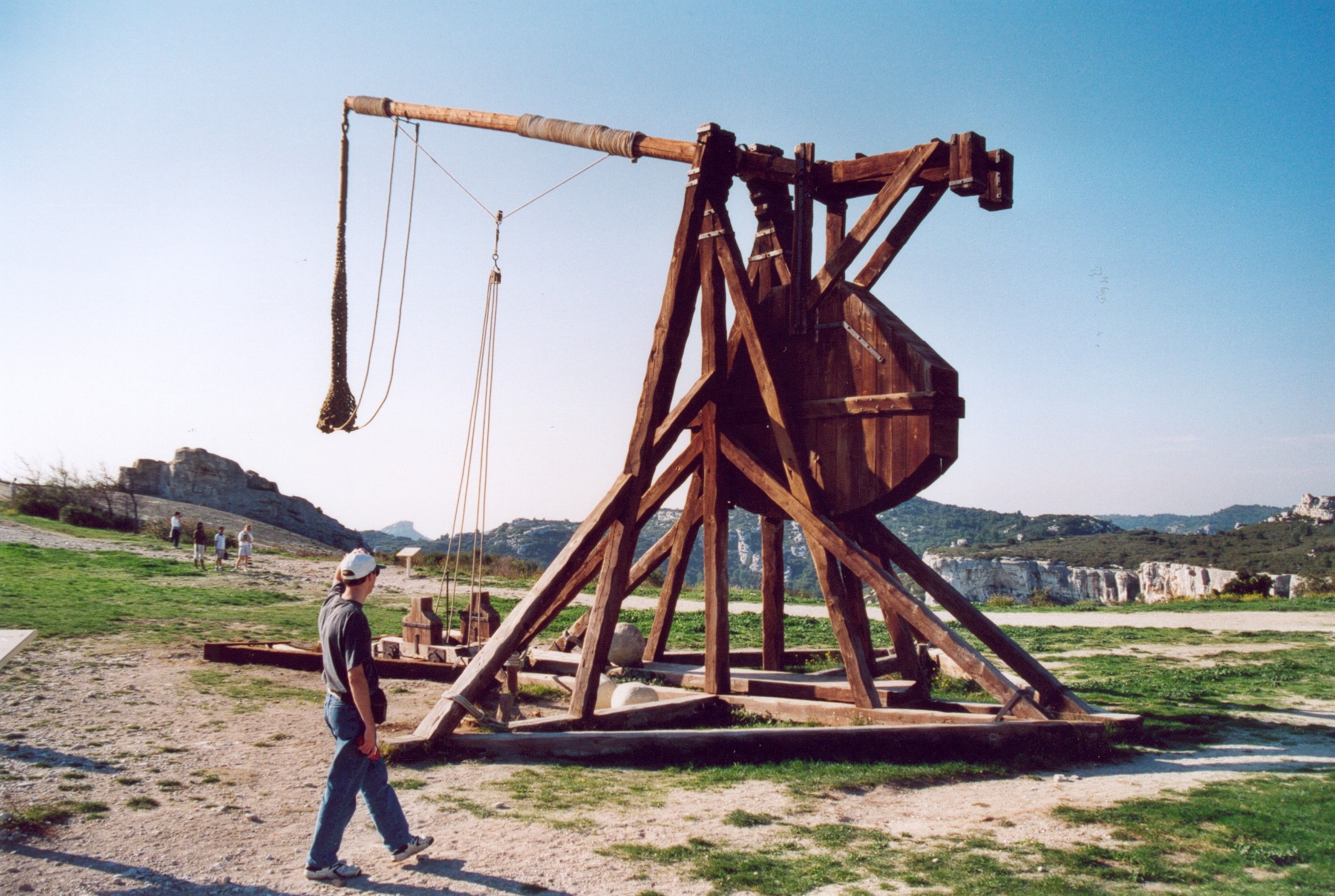
Reconstitution d'un trébuchet.

Les capacités défensives des Baux en font depuis toujours un site attrayant pour l'habitat humain. Des traces d'habitat ont été retrouvées et datées de 6000 av. J.-C., comme à la grotte de Costapéra, découverte en 1928, qui abrite une sépulture collective du Bronze ancien. La place fut utilisée par les Celtes comme un fort ou un oppidum autour du IIe siècle av. J.-C. Pourtant des quartiers périphériques au castrum se développent très tôt, comme celui des Trémaïé. Le passage depuis l'oppidum des Baux jusqu'à la plaine au nord des Alpilles se fait par un chemin protohistorique rejoignant, par le vallon de Laval, la ville de Glanon, qui prendra ultérieurement le nom de Glanum.
Alors que la Protohistoire est fortement marquée par le pastoralisme et l'agriculture dans les Alpilles, on extrait de la pierre calcaire dans des carrières aux alentours des Baux où a été mis au jour un atelier de la fin du IIe et du début du Ier siècle. Lors de la seconde partie du premier âge du Fer (VIIe – VIe siècles av. J.-C.), la population se sédentarise et se met à construire en dur. Le castrum se structure à la manière d'un village avec ses rues et ses maisons adossées. Le processus d'installation permanente est à mettre en parallèle avec l'intensification des échanges économiques avec les commerçants méditerranéens. En échange de produits de luxe, les habitants des Alpilles produisent des céréales et passent d'un état d'autarcie à une véritable économie d'échange. Au cours des siècles suivants, la population des Alpilles diminue de façon conséquente : le comptoir grec d'Arles attire de nombreux habitants venus de toute la région.

### Moyen Âge
Au Moyen Âge, il devint la place forte d'un domaine féodal contrôlant 79 villes et villages des alentours. La forteresse fut construite du XIe au XIIIe siècle sur une vaste étendue de sept hectares. Les princes de Baux contrôlèrent une bonne partie de la Provence pendant de nombreuses années et y gagnèrent une forte réputation. Ils disaient descendre du roi mage Balthazar, ajoutant à leurs armoiries une étoile d'argent à seize branches pour rappeler celle qui, selon l'Évangile, guida les trois mages vers Bethléem. Leur devise était : « Au hasard, Balthazar. »
Place-forte médiévale située aux confins du Languedoc, du Comtat Venaissin et de la Provence, la forteresse a connu une histoire militaire mouvementée et été l'objet de nombreux assauts. Le solide donjon qui domine encore aujourd'hui rappelle l'importance de ce château, objet de toutes les convoitises au Moyen Âge.
Au XIIe siècle, les princes des Baux durent se soumettre aux comtes de Provence de la dynastie de Barcelone à l'issue des guerres baussenques. Le grand château commença à être renommé pour sa cour fortement cultivée et chevaleresque. Le domaine s'éteint finalement au XVe siècle à la mort de la dernière princesse des Baux.
La mort de la reine Jeanne Ire ouvre une crise de succession à la tête du comté de Provence, les villes de l’Union d'Aix (1382-1387) soutenant Charles de Duras contre Louis Ier d'Anjou. Le roi de France, Charles VI, intervient et envoie le sénéchal de Beaucaire, Enguerrand d'Eudin, auquel se rallie Guillaume-Roger de Turenne. Les Baux, possession de ce dernier, se trouve donc neutre en début de guerre, et du côté angevin à la fin de la décennie.

### Ancien Régime
Les Baux, ainsi que la Provence, sont alors rattachés à la couronne de France. Sous la férule de la famille Manville, le village devient un centre du protestantisme et tente même une révolte contre la couronne. En 1631, las d'être pris pour cible, les habitants négocient avec le pouvoir le rachat du territoire du château et le droit d'en démanteler les fortifications, qui servent de retraite aux factieux. Louis XIII y consent le 5 août.
En 1642, la ville est offerte à la famille Grimaldi en tant que marquisat, créé en faveur d'Hercule de Grimaldi, prince de Monaco (1642-1780). Le titre de marquis des Baux est traditionnellement donné à l'héritier du trône monégasque. Le fils de l'actuel prince de Monaco, Albert II, Jacques de Monaco porte parmi ses nombreux titres celui de marquis des Baux.

### Période contemporaine
En 1822, la bauxite est découverte dans le secteur par le géologue Pierre Berthier. Le minerai est alors intensément exploité jusqu'à épuisement à la fin du XXe siècle. Le village reçoit également la visite de nombreux grands peintres dont Vincent Van Gogh, René Seyssaud et Pablo Picasso.
L’artiste imprimeur-graveur Louis Jou, installe aux Baux son atelier (actuellement Fondation Louis Jou) d’où sortiront de magnifiques ouvrages. Il accueille chez lui des amis tel que l’écrivain André Suarès qui « tombera amoureux » du lieu et souhaitera y être enterré. On peut voir sa tombe, ainsi que celle de Louis Jou, dans le petit cimetière au pied du château.

## Politique et administration

### Liste des maires
Liste des maires qui se sont succédé :
| Période                                  | Période     | Identité          | Étiquette | Qualité  |
| ---------------------------------------- | ----------- | ----------------- | --------- | -------- |
| Les données manquantes sont à compléter. |             |                   |           |          |
| avant 1981                               | ?           | Raymond Thuillier |           |          |
| 1995                                     | 7 août 2009 | Gérard Jouve      |           |          |
| 13 août 2009                             | 2020        | Michel Fenard     | LR        | Retraité |
| 2020                                     | En cours    | Anne Poniatowski  |           |          |

### Intercommunalité
Les Baux-de-Provence est l'une des dix communes de la communauté de communes Vallée des Baux-Alpilles.

### Jumelages
| Les Baux-de-Provence Bonneval-sur-Arc |

Tel qu'inscrit sur une plaque à l'entrée de la ville, la commune est jumelée avec celle de Bonneval-sur-Arc, dans la Maurienne en Savoie (France).

## Population et société

### Démographie
L'évolution du nombre d'habitants est connue à travers les recensements de la population effectués dans la commune depuis 1793. Pour les communes de moins de 10 000 habitants, une enquête de recensement portant sur toute la population est réalisée tous les cinq ans, les populations de référence des années intermédiaires étant quant à elles estimées par interpolation ou extrapolation. Pour la commune, le premier recensement exhaustif entrant dans le cadre du nouveau dispositif a été réalisé en 2006.

En 2022, la commune comptait 262 habitants, en évolution de −27,42 % par rapport à 2016 (Bouches-du-Rhône : +2,48 %, France hors Mayotte : +2,11 %).
| 1793  | 1800 | 1806 | 1821 | 1831 | 1836 | 1841 | 1846 | 1851 |
| ----- | ---- | ---- | ---- | ---- | ---- | ---- | ---- | ---- |
| 3 531 | 394  | 575  | 506  | 510  | 498  | 495  | 484  | 431  |

| 1856 | 1861 | 1866 | 1872 | 1876 | 1881 | 1886 | 1891 | 1896 |
| ---- | ---- | ---- | ---- | ---- | ---- | ---- | ---- | ---- |
| 412  | 404  | 415  | 395  | 360  | 350  | 367  | 337  | 338  |

| 1901 | 1906 | 1911 | 1921 | 1926 | 1931 | 1936 | 1946 | 1954 |
| ---- | ---- | ---- | ---- | ---- | ---- | ---- | ---- | ---- |
| 355  | 301  | 300  | 216  | 220  | 204  | 198  | 151  | 180  |

| 1962 | 1968 | 1975 | 1982 | 1990 | 1999 | 2006 | 2011 | 2016 |
| ---- | ---- | ---- | ---- | ---- | ---- | ---- | ---- | ---- |
| 253  | 295  | 367  | 433  | 457  | 434  | 381  | 451  | 361  |

| 2021 | 2022 | - | - | - | - | - | - | - |
| ---- | ---- | - | - | - | - | - | - | - |
| 289  | 262  | - | - | - | - | - | - | - |

### Manifestations culturelles et festivités

#### Festival des Alpilles/ Projections du Chemin de Lumières
Le festival des Alpilles présente les « Musiques de la terre », musiques issues des travaux des champs de la planète, à travers le Parc Naturel Régional des Alpilles. Ainsi retrouve-t-on le blues des champs de coton à Lamanon avec « Lam' du Blues », le son cubain des champs de tabac aux Baux avec « Baux Mambo » ou la country des vastes espaces à Tarascon avec « Tarascountry ». Cet événement a présenté des personnalités telles que Tony Joe White ou John Illsley des Dire Straits. Mais il œuvre surtout à faire connaître des artistes.
Grâce à ses compétences de diffusion géante de vidéo, le Festival a reçu la mission de créer un spectacle consistant à projeter chaque soir sur les rochers des Baux-de-Provence des œuvres de 80 mètres du base du typographe Louis Jou. Depuis le 29 juillet 2009, la mairie des Baux a décidé d'encourager cette initiative en confiant au réalisateur multimédia Vincent Bertomeu ( qui s'était illustré dans la réalisation du spectacle Ballade Africaine aux Carrières de Lumières) le projet de projections par huit vidéoprojecteurs supplémentaires installés à travers le village (baptisé le Chemin de Lumières). Dès la tombée de la nuit, de centaines d'autres images sont projetées sur la falaise, mais aussi sur les rochers et les façades des Baux.

#### Noël aux Baux
Le « Noël aux Baux » de l'église Saint-Vincent des Baux a lieu le soir de Noël, au cours de la messe de minuit. C'est d'abord une crèche vivante, devant laquelle se déroule le pastarage, rituel développé dans le monde pastoral et remontant au XVIe siècle. Cette cérémonie traditionnelle, abandonnée au cours du XIXe siècle, a été reprise et est jouée depuis 1902 : une charrette, tirée par un bélier, décorée de feuillage et de bougies, apporte un agneau nouveau-né. Chaque berger, à tour de rôle, baise les pieds de l'enfant Jésus, puis passe l'agneau de bras en bras avant de le donner en offrande.

#### Carrières de Lumières
Carrières de Lumières, créé en 1976 sous le nom de Cathédrale d'Images, est un spectacle permanent remportant un immense succès, lors duquel sont projetées de grandes images lumineuses sur les parois de pierre des immenses galeries creusées dans le roc du Val-d'Enfer, sur la route de Maillane. La surface des parois ainsi transformées s'étend sur 4 000 m2. Dans les carrières de pierre des Baux, Cathédrale d'images a été inventé par Albert Plécy qui a trouvé là un espace pour sa recherche de « l'image totale ». Cathédrale d'Images propose dans la pénombre, sur les parois calcaires immaculées des hautes salles et des piliers des carrières viabilisées du Val-d'Enfer, servant d'écran à trois dimensions, une projection féerique et géante de diapositives où le spectateur est immergé dans un univers visuel et musical se rapportant à un programme précis.
La commune confie ensuite la gestion du site à la société Culturespaces qui l'exploite sous le nom de Carrières de Lumières, Cathédrale d’images ayant décidé de ne pas être candidate à la nouvelle Délégation de Service Public en 2010.
Une procédure judiciaire a été intentée contre les Carrières de Lumières par Cathédrale d’Images à la suite de l’expulsion de cette dernière au profit de l’entreprise Culturespaces dans la commune des Baux-de-Provence.
La commune des Baux-de-Provence est condamnée en 2018 à verser près de 5,8 millions d'euros de dommages et intérêts à la société Cathédrale d'images. Culturespaces est condamnée à verser 300 000 euros en 2018 pour réparation de préjudice héritiers de la Cathédrale d’images. Lors de la cérémonie des vœux 2025 à la population la Maire des Baux de Provence, Anne Poniatowsky a annoncé qu’un règlement final du litige était engagé qui y mettrait définitivement fin. C’est donc une bonne base pour la mandature actuelle.

#### Autres établissements culturels
Les Baux comptent trois musées, répartis en divers points du village : le musée Yves Brayer, présentant une rétrospective de l'œuvre du peintre Yves Brayer, le musée des Santons, et ses collections de figurines napolitaines exceptionnelles illustrant les traditions provençales et baussenques, et la Fondation Louis Jou, artiste, imprimeur, xylographe et graveur sur bois et métal. Le village abrite aussi plusieurs galeries d'art contemporain et un éditeur.

#### Grandes expositions

Stefan Szczesny, peintures aux Baux-de-Provence 2019.

- 2019, exposition du peintre Stefan Szczesny dans l'ensemble du village. L'artiste allemand qui vit à Saint-Tropez présenta une trentaine de ses monumentales « sculptures d'ombres », ainsi que des sculptures en verre, des céramiques et des peintures[39].

## Économie
La vie économique des Baux est basée sur le tourisme lié aux petites rues pavées de la Cité et au château, à la culture de la vigne et à un petit artisanat et commerces. Plus de 200 000 touristes visitent le château chaque année.

### Revenus de la population et fiscalité
En 2008, le revenu fiscal médian par ménage était de 20 794 €, ce qui plaçait les Baux-de-Provence au 4 513e rang  parmi les 31 604 communes de plus de 50 ménages en métropole.

### Oléiculture
La commune produit de l'huile d'olive de la vallée des Baux-de-Provence, protégée par une appellation d'origine contrôlée (AOC) depuis un décret pris par l'INAO le 27 août 1997. Les variétés d'olives qui entrent dans son élaboration sont la salonenque, la beruguette, la grossane et la verdale des Bouches-du-Rhône. Elle produit aussi des olives cassées et des olives noires qui relèvent du même décret de l'INAO. Les variétés d'olives cassées proposées à la commercialisation sont la salonenque et la beruguette. Pour les olives noires, la seule variété acceptée est la grossane,.

### Viticulture
La commune a son terroir classé en AOC et produit des vins Coteaux-des-baux-en-provence. Cette AOC a été reconnue par un décret du 20 avril 1995 pour les vins rouges et rosés. D'abord classé VDQS par un arrêté du 23 janvier 1956 dans le cadre des Coteaux-d'aix-en-provence, un second décret daté du 24 décembre 1985 permit l’utilisation de la dénomination générique « Les Baux de Provence » reconnaissant l’identité spécifique de ce vignoble de la région des Baux concernant sept communes du massif des Alpilles. Sa production est de 15 500 hectolitres par an dont 75 % en rouge et 25 % en rosé.
Le vin de pays des Alpilles est un vin de pays de zone, au nord des Bouches-du-Rhône qui a vocation à labelliser, après dégustation, les vins ne pouvant postuler à l'appellation d'origine coteaux-des-baux-de-provence. Il existe deux autres IGP moins connues: Méditerranée et Bouches-du-Rhône. La dernière IGP peut produire de très grands vins sous ce label : c'est le cas du domaine de Trevallon.
Jusqu'en 2000, le vin de pays des Alpilles portait le nom de vin de pays de la Petite Crau. La production est d'environ 6 000 hectolitres par an. Son vignoble, installé sur un plateau caillouteux, est limité, au nord, par la Durance et au sud, par les Alpilles.

### Tourisme
Le village est visité annuellement par 1 500 000 touristes : « Le village n’étant pas grand, cela pose des problèmes d’engorgement, de qualité d’accueil, de stationnement », expliquait le maire Michel Fenard, qui avait dû appeler les pompiers, lors de l’été 2016, « parce que des touristes en étaient venus aux mains pour une place de parking ». Le maire avait alors décidé de développer des animations en dehors de l’été. Des randonnées et des circuits d’observation d’oiseaux ont également été imaginés dans le même but.

## Culture locale et patrimoine

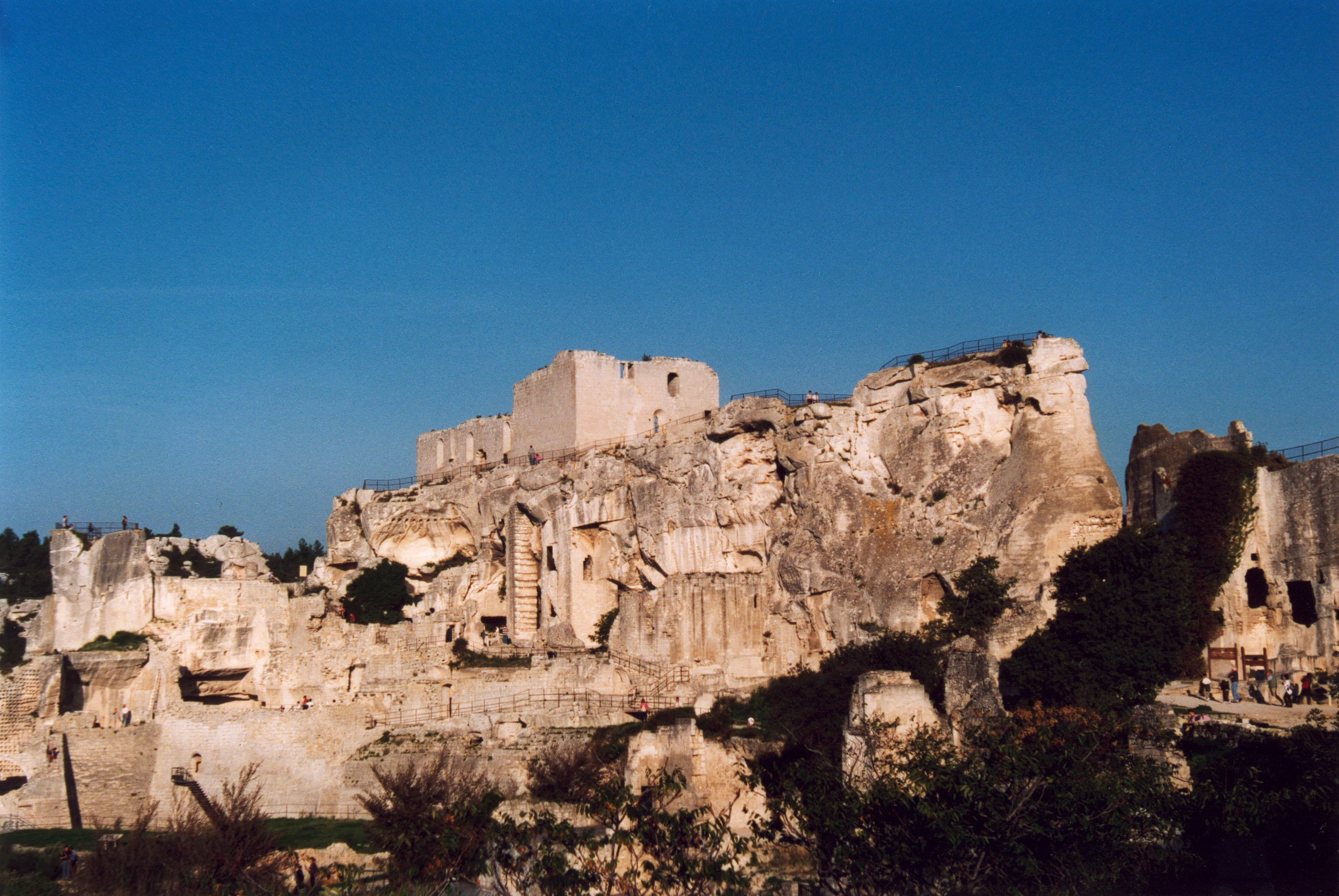
Le château.

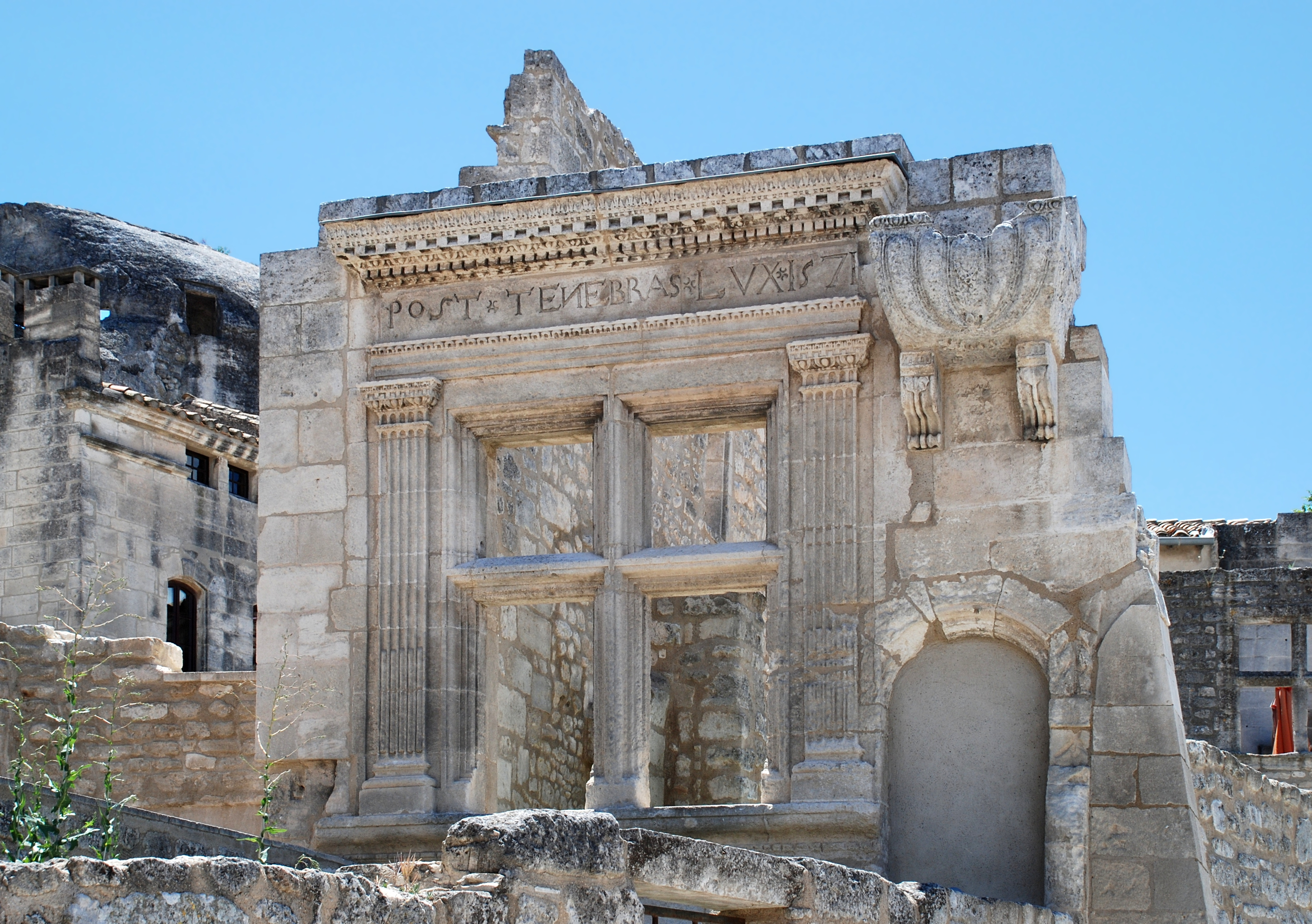
La fenêtre Post Tenebras Lux.

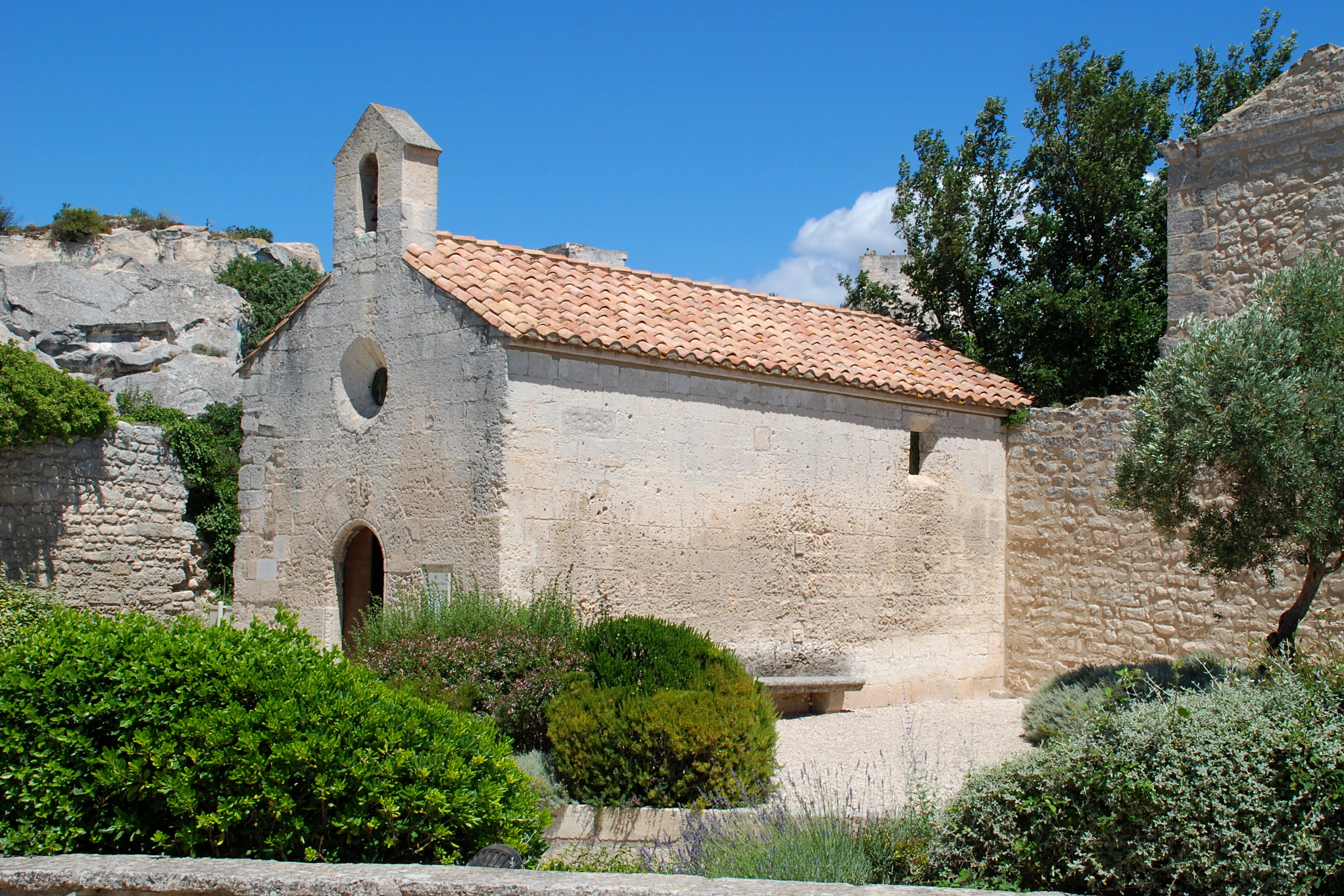
La chapelle Saint-Blaise.

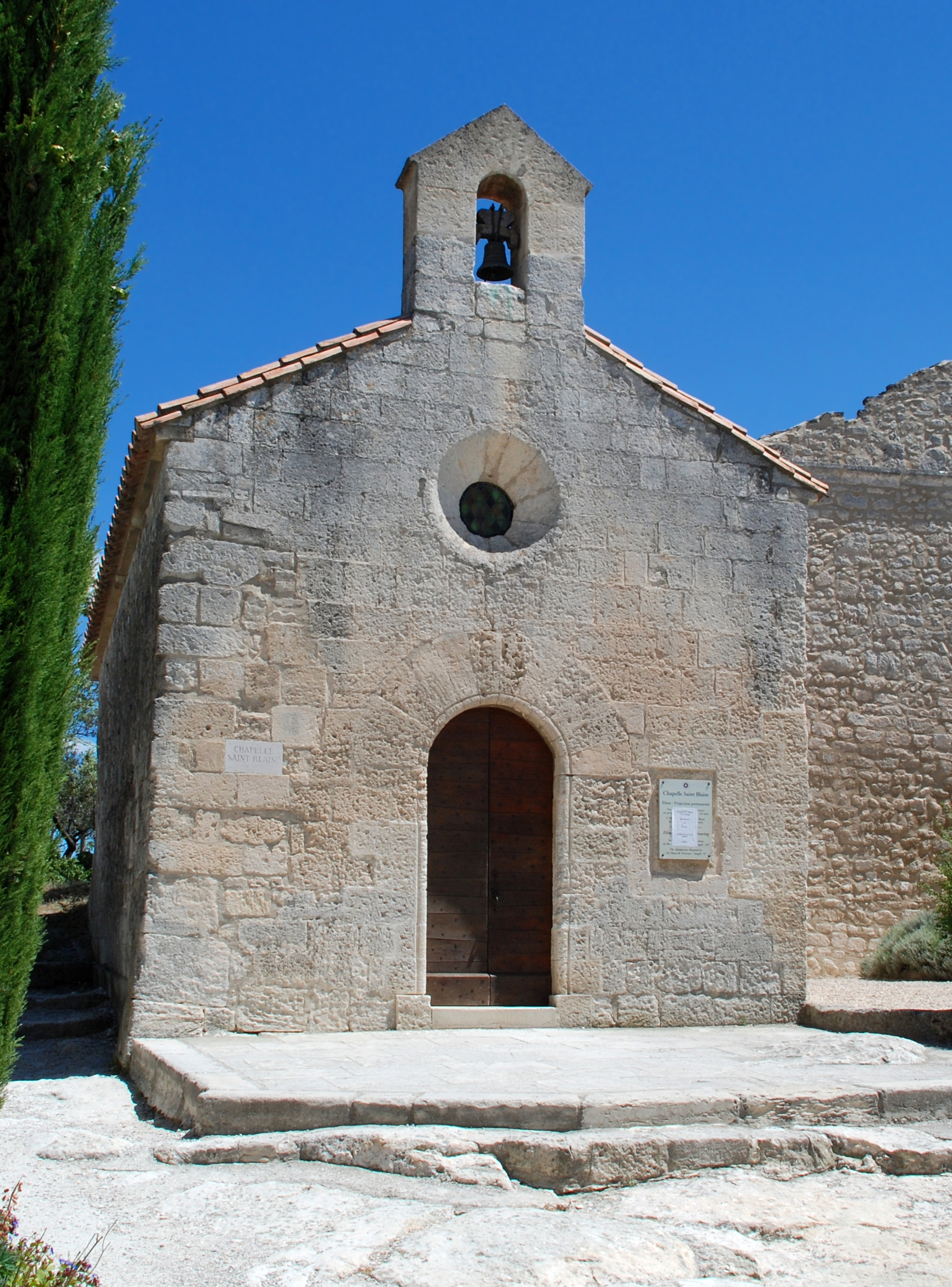
La chapelle Saint-Blaise.

### Lieux et monuments
La commune compte 22 monuments historiques, mais la plupart des bâtiments qui composent le château sont aujourd'hui à l'état de ruines.

#### Monuments civils
- Musée des Santons : collections de santons du XVIIe siècle à nos jours, situé dans l'ancien corps de garde du XVIe siècle.
- Château des Baux et ses remparts, propriété de la commune des Baux ;
- Musée du château des Baux, situé dans l'ancien Maison de la Tour de Braü, un édifice du XVe siècle, retraçant l'histoire des Baux-de-Provence. Ce musée a été remplacé par une boutique, il n'en subsiste qu'une maquette du château au Moyen Âge.
- Machines de guerre reconstituées : plusieurs trébuchets, une baliste et un bélier. Depuis le 1er avril 2007, trois nouvelles catapultes capables d'effectuer des tirs les ont rejoints : le plus grand trébuchet de France (16 mètres de haut), une bricole et un couillard. Ces trois machines effectuent des démonstrations de tirs tous les jours avec de véritables projectiles.
- L'Oustau de Baumanière : restaurant gastronomique 3 étoiles au Guide Michelin et chef de file de l'hôtel 5 étoiles Baumanière les Baux-de-Provence, ce vieux mas du XVIe siècle est devenu une des bâtisses incontournables des Baux-de-Provence tant pour sa gastronomie que pour sa cave à vin qui, avec ses 60 000 bouteilles, fait partie des plus belles caves de restaurant de France.
- Hôtel de Manville : l’Hôtel de Manville abrite la mairie depuis 1960. L'édifice fut construit en 1571 par Flayelle, architecte du Vivarais pour le compte de Claude II de Manville. C’est le neveu de Claude Ier de Manville issu d’une famille toulousaine, capitaine des galères royales, chevalier du Saint-Sépulcre, nommé ensuite capitaine viguier des Baux. Cette propriété a été offerte par le prince Bianchi de Médicis de Manville à la municipalité pour accueillir la mairie. En septembre 2013, dans les salles de l'Hôtel de Manville, s'est déroulée la première exposition du Septembre de la céramique et du verre où sont exposées les œuvres d'Alice Colonieu et de Jean-Paul van Lith[49]. Lors de cet événement, Sylvie Caron la commissaire de l'exposition Marseille-Provence 2013, a rendu hommage à Alice Colonieu, en exposant des pièces qui n'ont jamais été montrées auparavant dont notamment son service de vaisselle personnel ou même les bijoux que l'artiste avait réalisés pour elle-même[50].
- Fenêtre Post Tenebras Lux surmontée de l’inscription Post tenebras lux 1571 (« Après les ténèbres, la lumière – 1571 »), devise calviniste ; cette maison fut la propriété de Brisson Peyre (ou Jean de Manville), laboureur, en 1571, et a été cédée en 1584 à Charles Laugier, lieutenant du viguier des Baux. Maison de Claude II, sa femme est enterrée à Saint-Vincent.
- Porte d'Eyguières (« Porte de l'eau »), unique porte charretière du village.
- Hôtel des Porcelets, à l'élégante façade du XVIe siècle, abritant aujourd'hui le musée Yves-Brayer.
- Pavillon d’Amour de la Reine Jeanne (XVIe siècle)
- La Maison Jean de Brion, abritant la Fondation Louis Jou
- L'hôpital Quiqueran, fondé au XVIe siècle
- La Maison du Roi, construite en 1499

#### Monuments religieux
- L'ancienne chapelle Sainte-Catherine ;
- L'ancienne chapelle Saint-Blaise (XIIe siècle), élevée par la corporation des tisserands et des cardeurs en l'honneur de leur patron : datant du XIIe siècle, elle devint au XVIIIe siècle siège de leur confrérie.
- L'église Saint-Vincent des Baux, XIIe siècle-XVIe siècle, en partie creusée dans le roc ; elle donne sur une place plantée d'ormes et de micocouliers. L'édifice a été classé au titre des monuments historiques en 1886[51].

#### Restaurants
Les Baux-de-Provence ont détenu le titre de village le plus étoilé de France avec deux restaurants cumulant cinq étoiles du guide Michelin, soit une étoile pour 93 habitants environ. Sur la base du guide 2015, la commune est probablement toujours très bien placée avec deux étoiles, soit une étoile pour 232 habitants. En 2021, la commune compte quatre étoiles.

#### Tournages
- Ronin, film américano-britannique réalisé par John Frankenheimer en 1998.
- The Amazing Race, jeu télévisé américain en 2001 (épisode 3).
- Grosse fatigue, avec Michel Blanc.
- Indigènes, avec Jamel Debbouze.
- Le Testament d'Orphée, de Jean Cocteau, réalisé en septembre 1959.
- Maniac, film britannique réalisé par Michael Carreras en 1963
- Anima, de Thom Yorke et Paul Thomas Anderson

### Personnalités liées à la commune
De nombreux artistes ont été séduits par ce lieu, parmi lesquels les peintres Mario Prassinos et Yves Brayer, dont le musée porte le nom, le graveur Louis Jou, qui a légué à la commune une collection de livres rares. Dans le Val-d'Enfer, Jean Cocteau a tourné « Le Testament d'Orphée ».
- Jacques Charles de Manson (1724-1809), maréchal de camp des armées de la Royauté et général du début de la Révolution avant de passer à l'ennemi, y est né.
- Jean Broussolle (1920-1984), auteur compositeur, membre des Compagnons de la Chanson, repose au cimetière des Baux de Provence.
- Jean Reno (1948), célèbre acteur aux grands rôles, y habite depuis 1989 et y est conseiller municipal pour la mandature 2020-2026[54].

### Héraldique
| Blason des Seigneurs des Baux, portant l'étoile de la Nativité | Blason des Seigneurs des Baux, portant l'étoile de la Nativité. Les armes peuvent se blasonner ainsi : De gueules à une étoile à seize rais d'argent. |

## Galerie

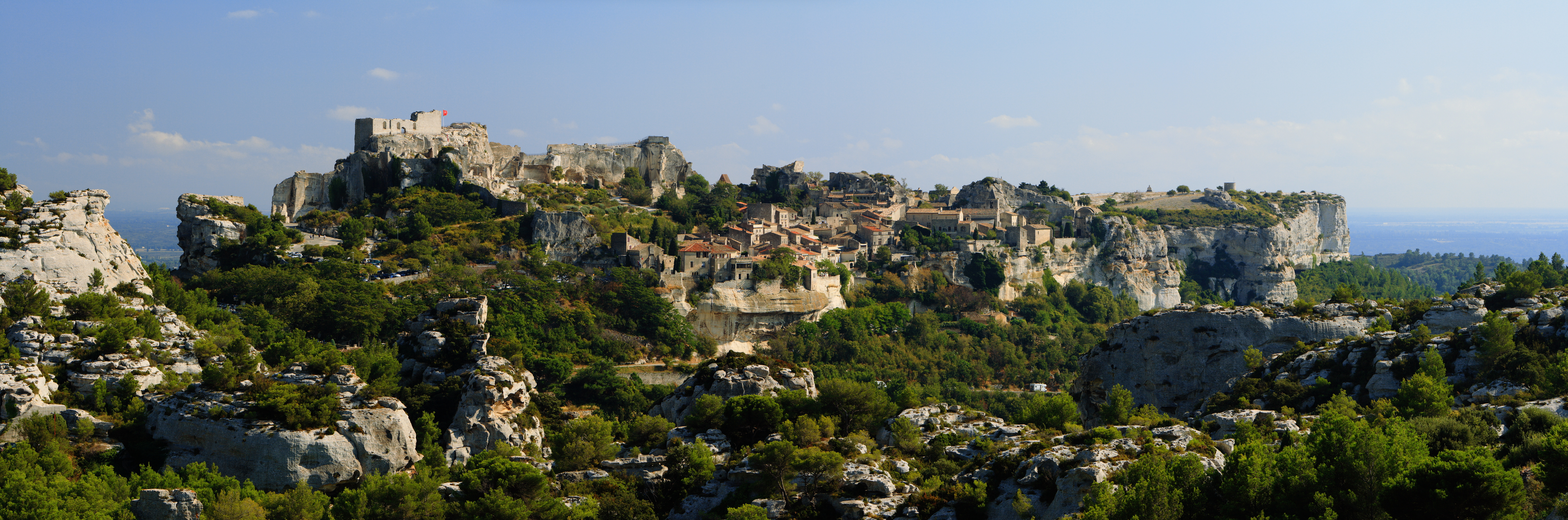
Le village des Baux-de-Provence, vu depuis la D 27, au nord-ouest.

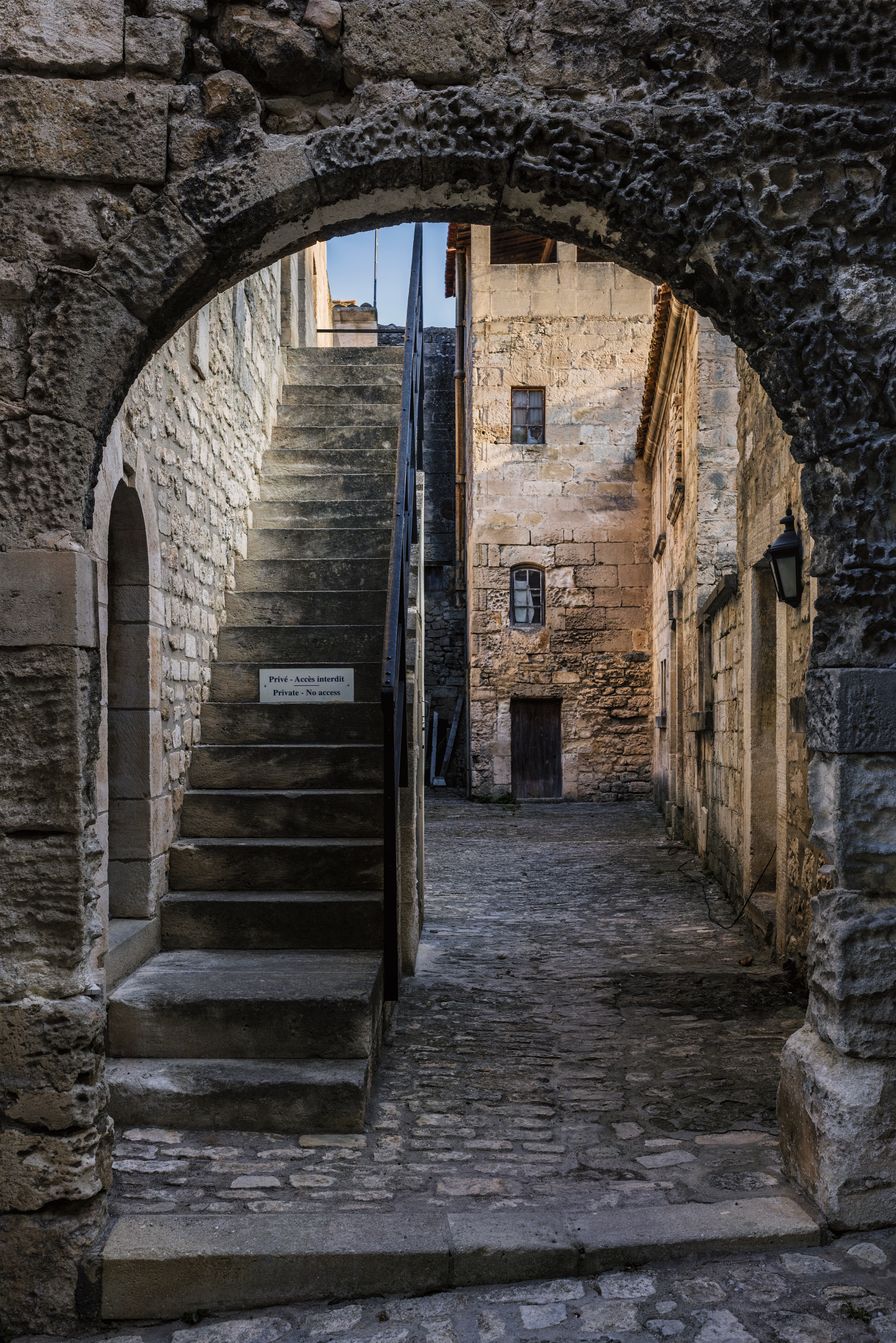
Une cour intérieure.
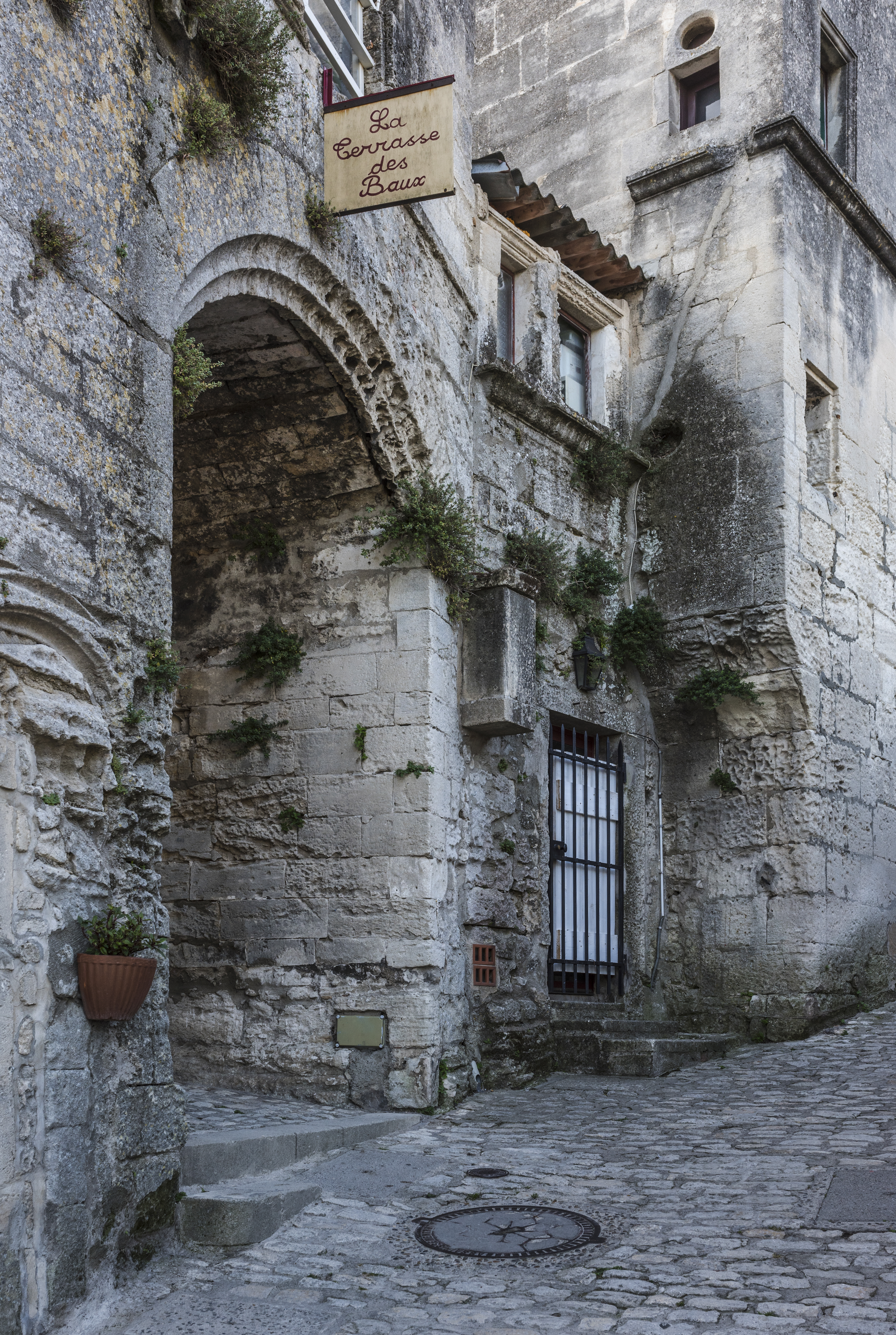
L'entrée d'un passage dans une ruelle.
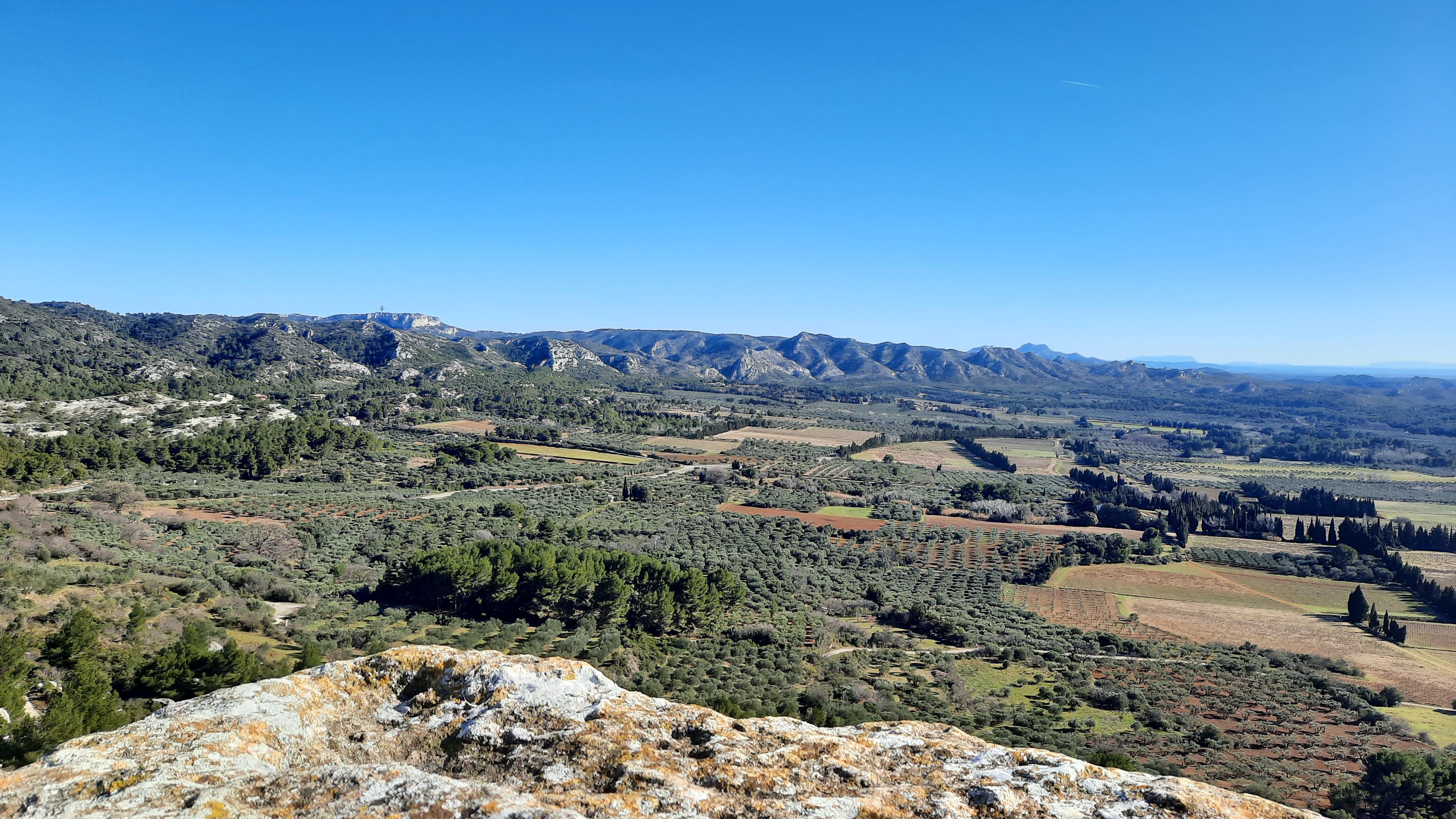
Vue sur la plaine des Baux.
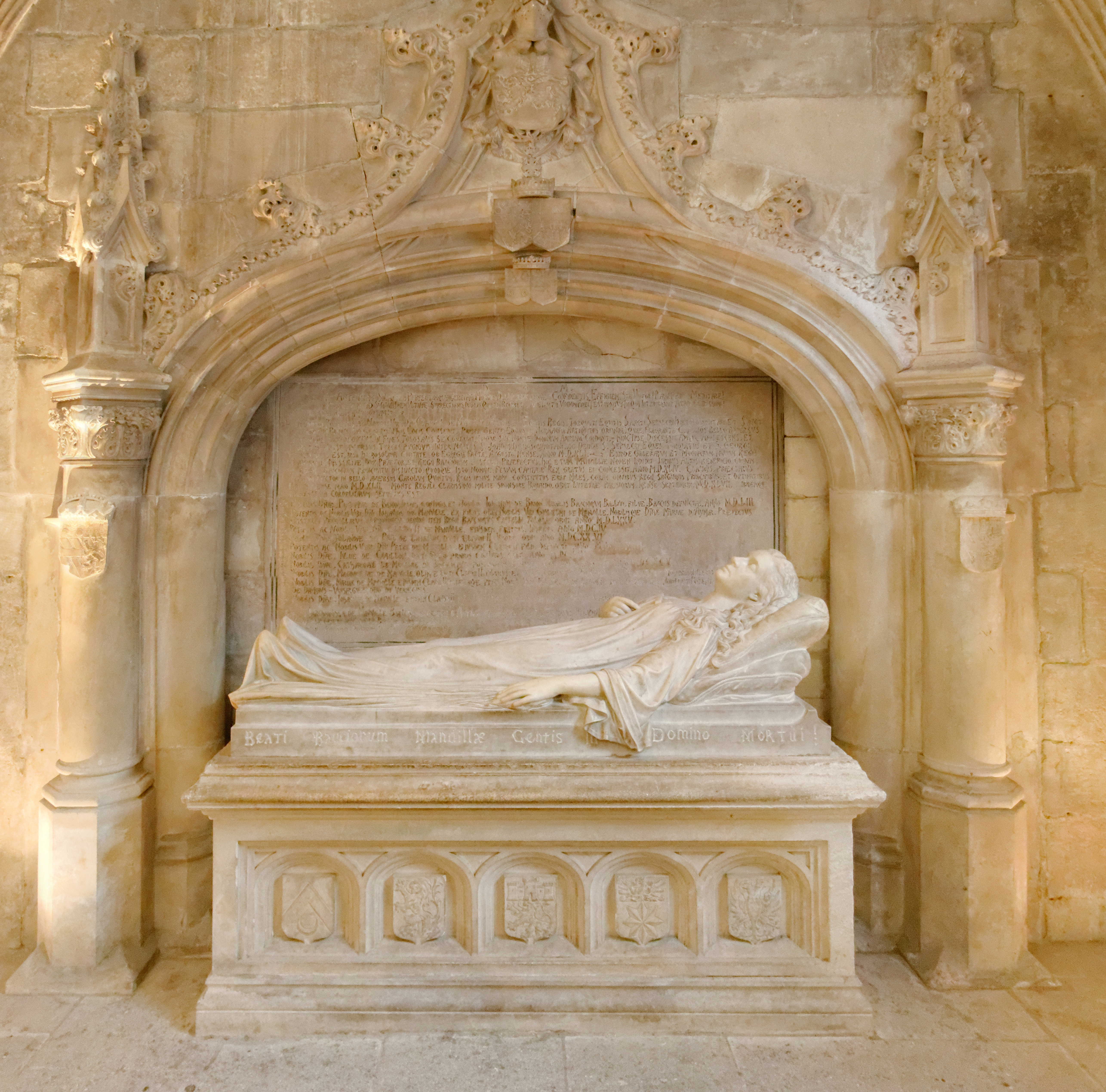
Cénotaphe de Manville, église Saint-Vincent.
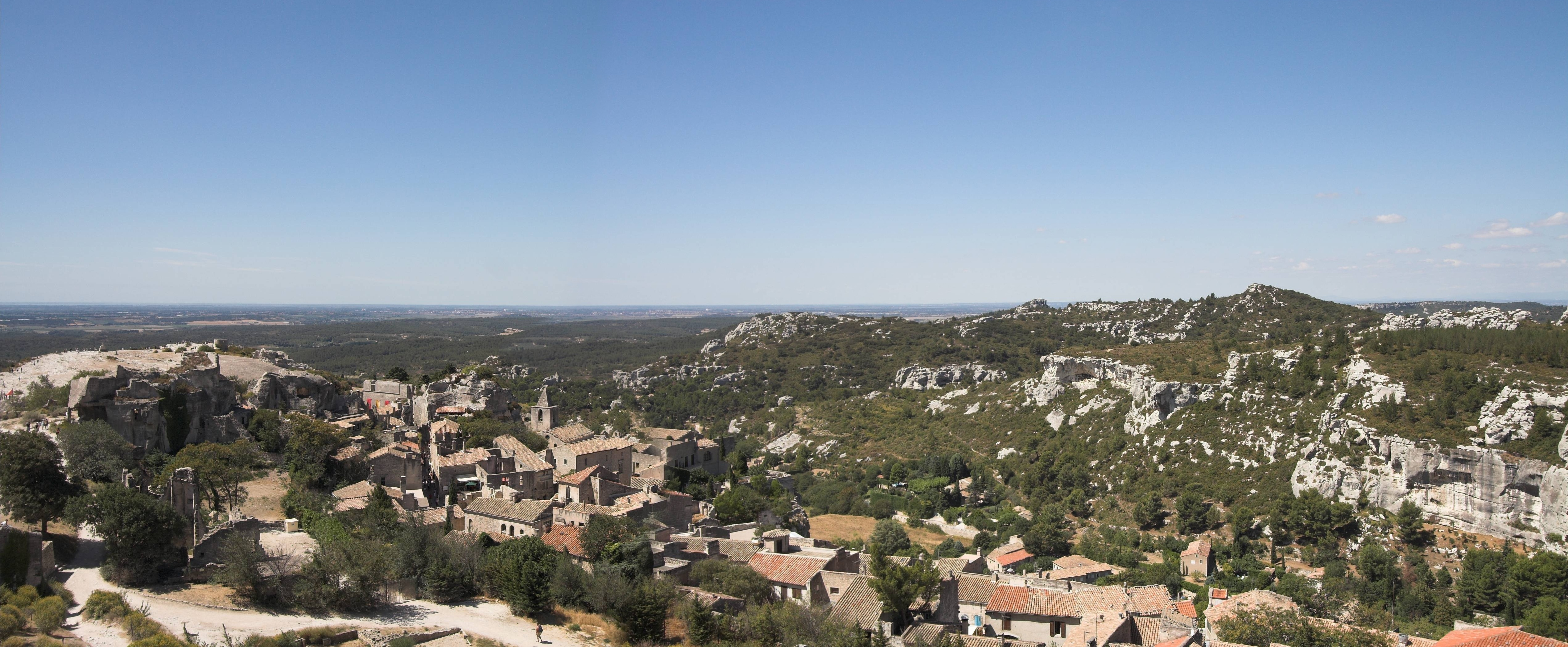
Les Baux-de-Provence.
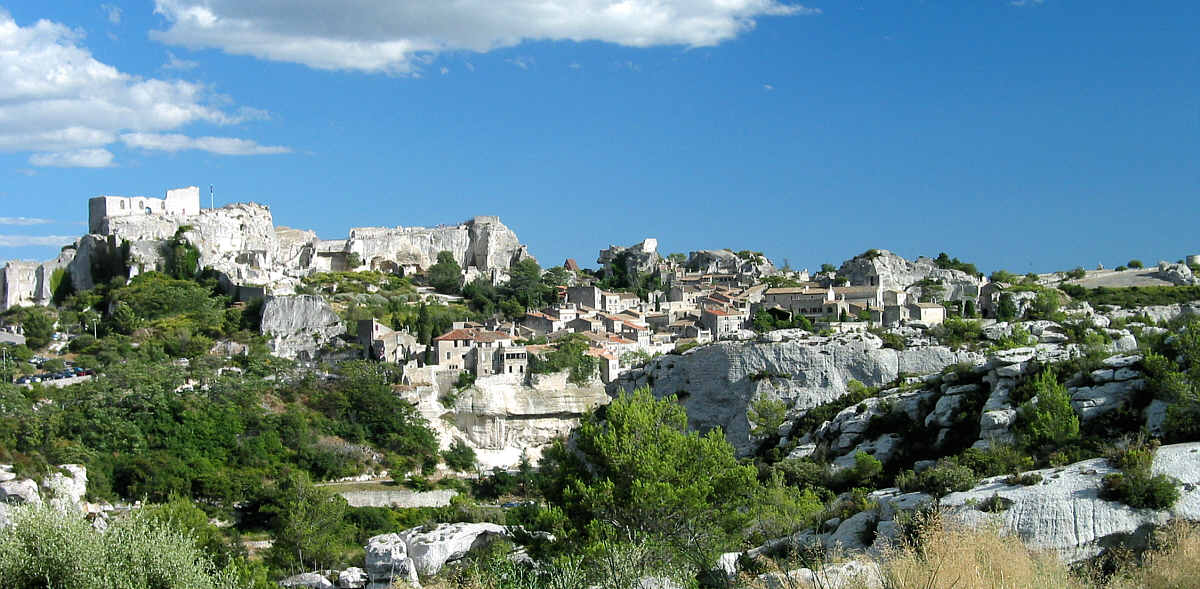
Les Baux-de-Provence.
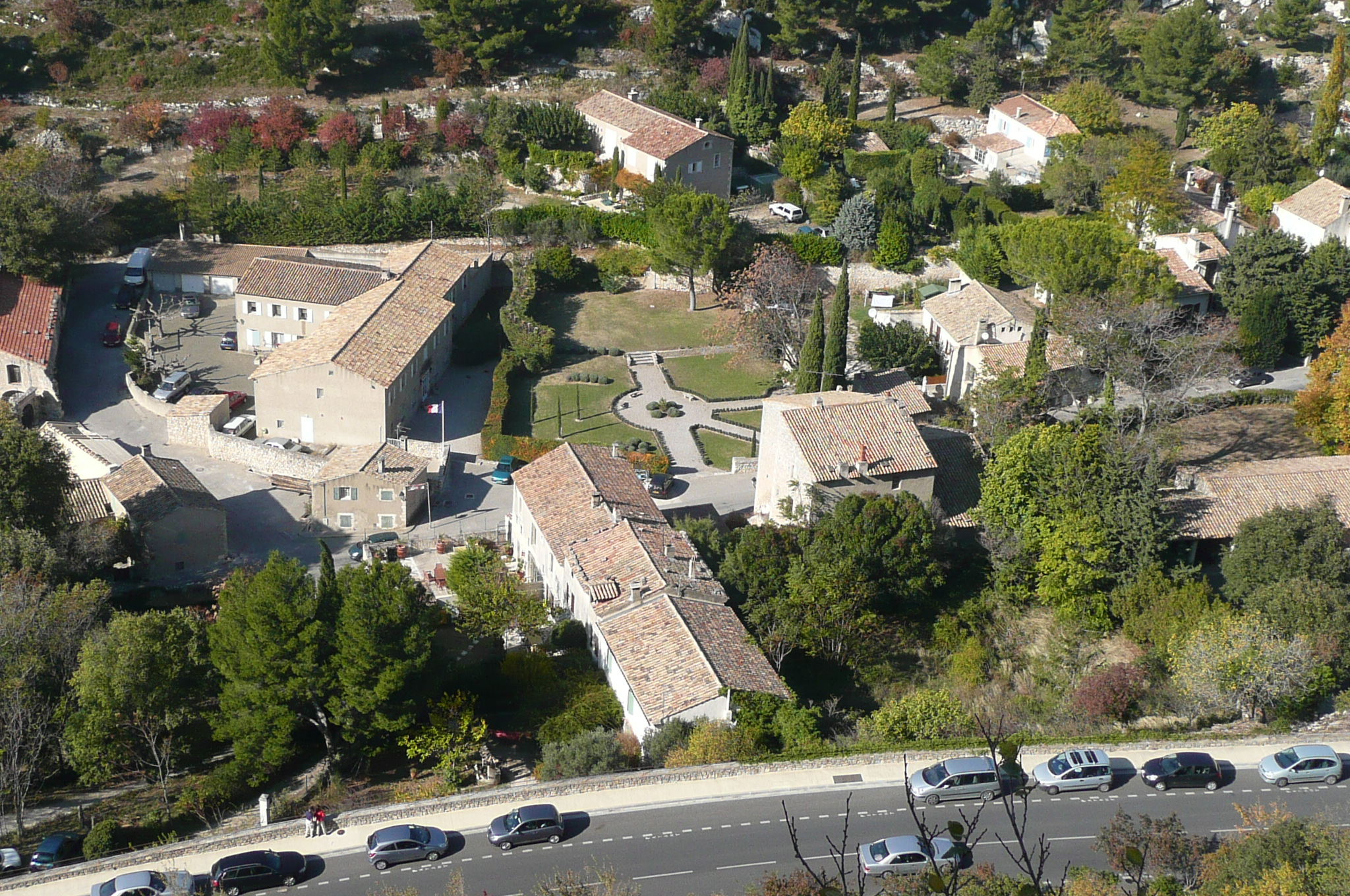
Le vallon de la Fontaine, au pied du village.
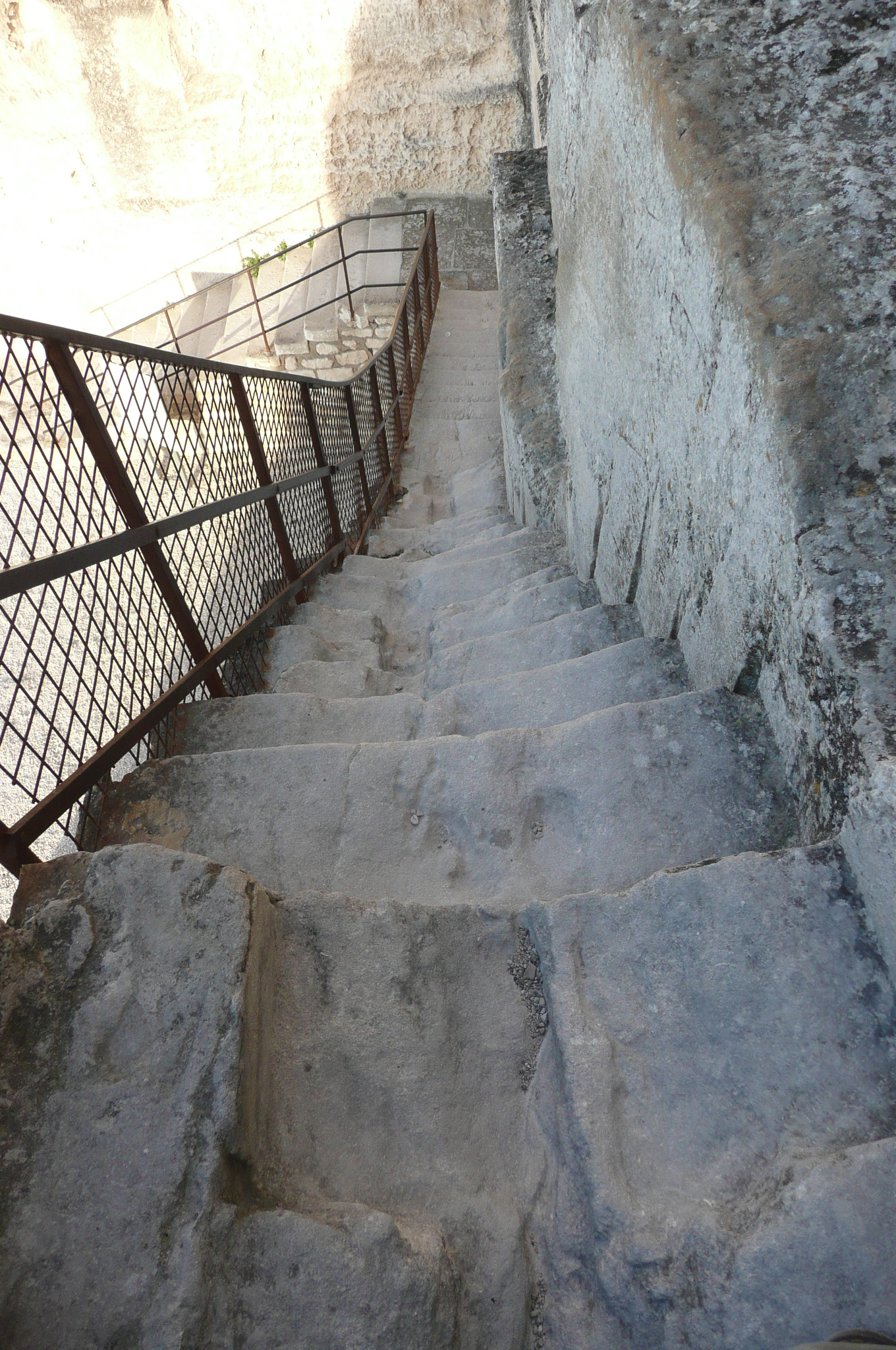
Un des escaliers du château.
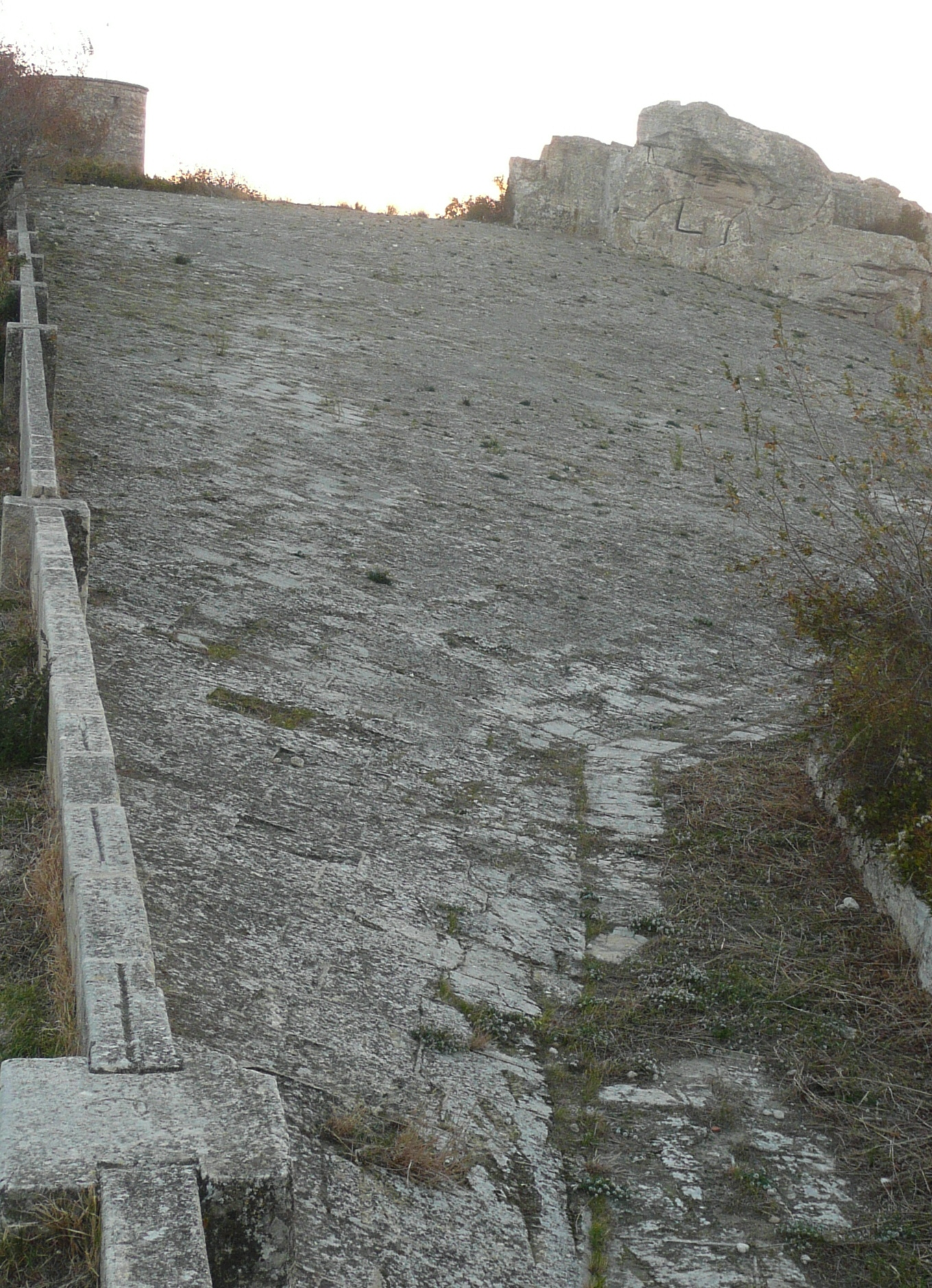
Dalle de pierre prévue pour recueillir l'eau des précipitations.
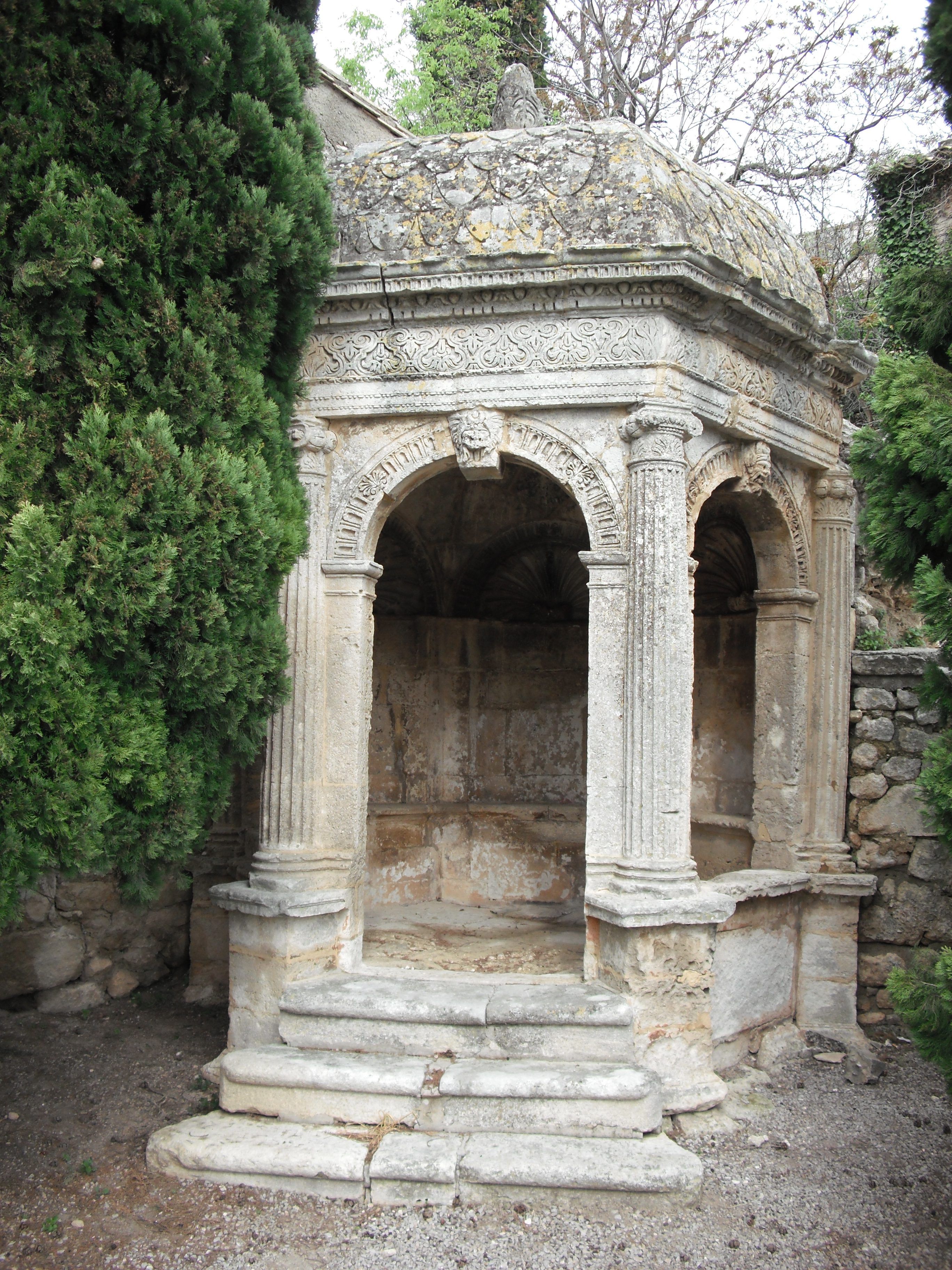
Pavillon d’Amour de la Reine Jeanne (XVIe siècle).
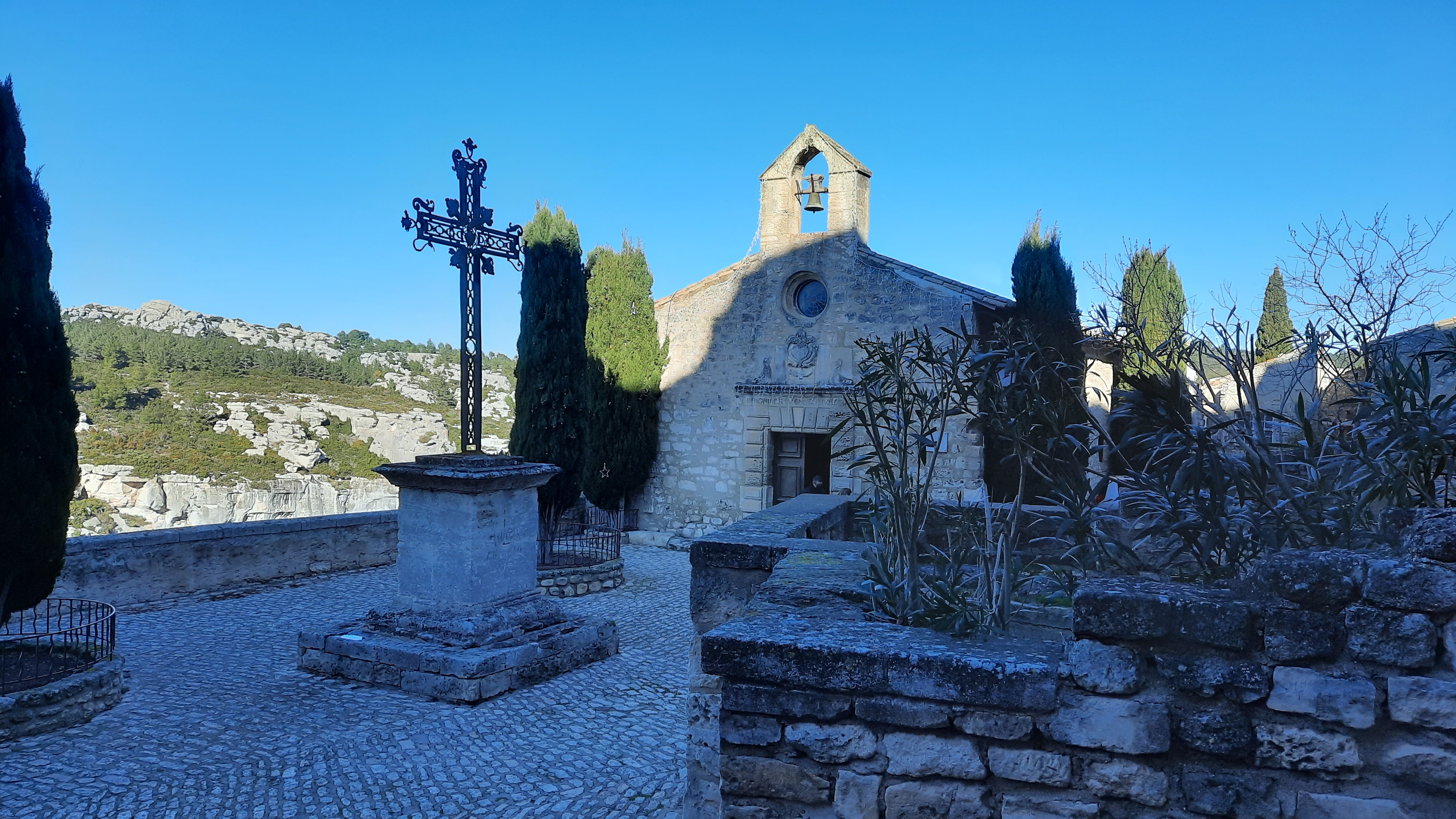
Croix sur la place St Vincent.

Ruelles des Baux-de-Provence (Janvier 2021)
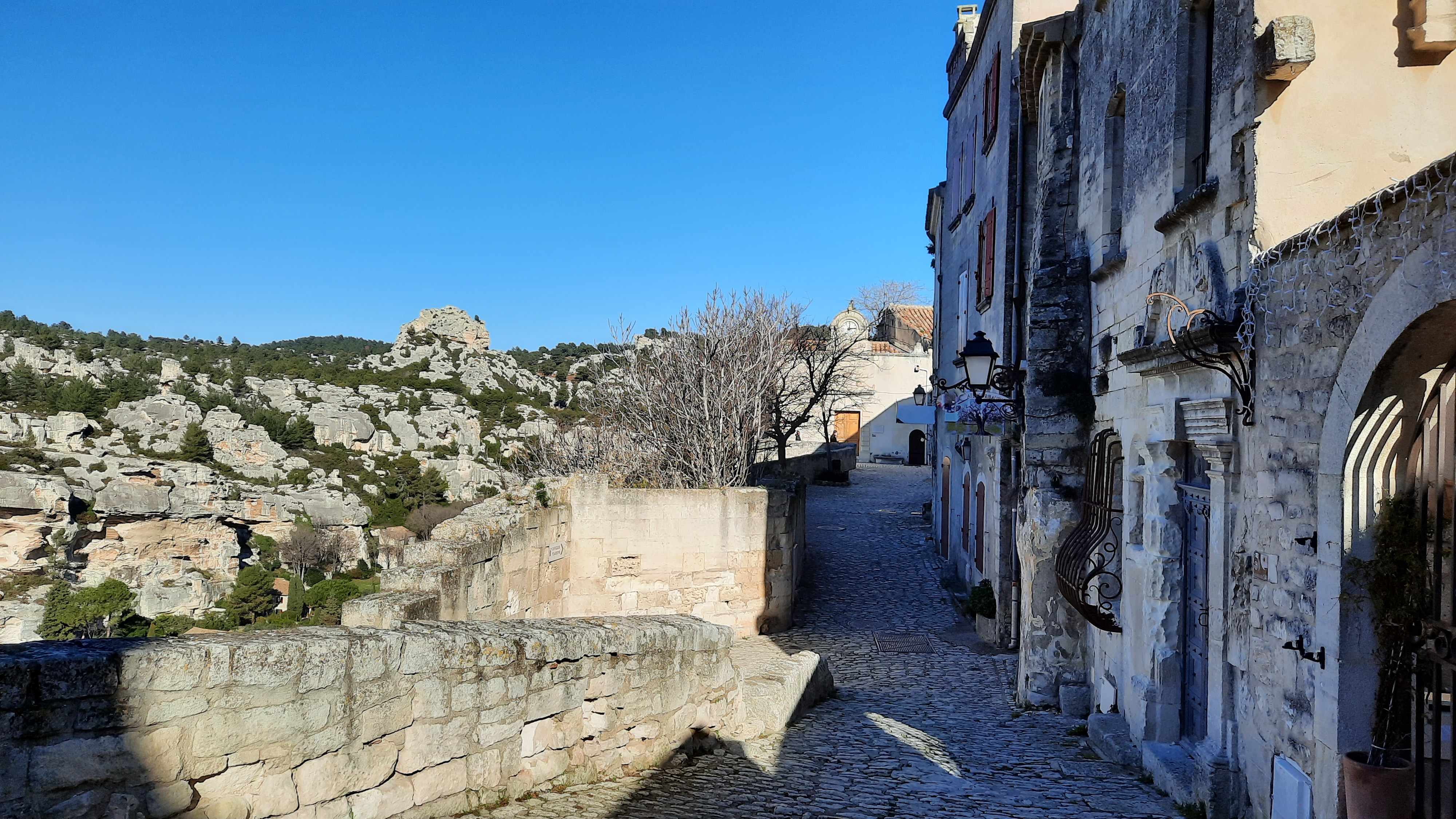
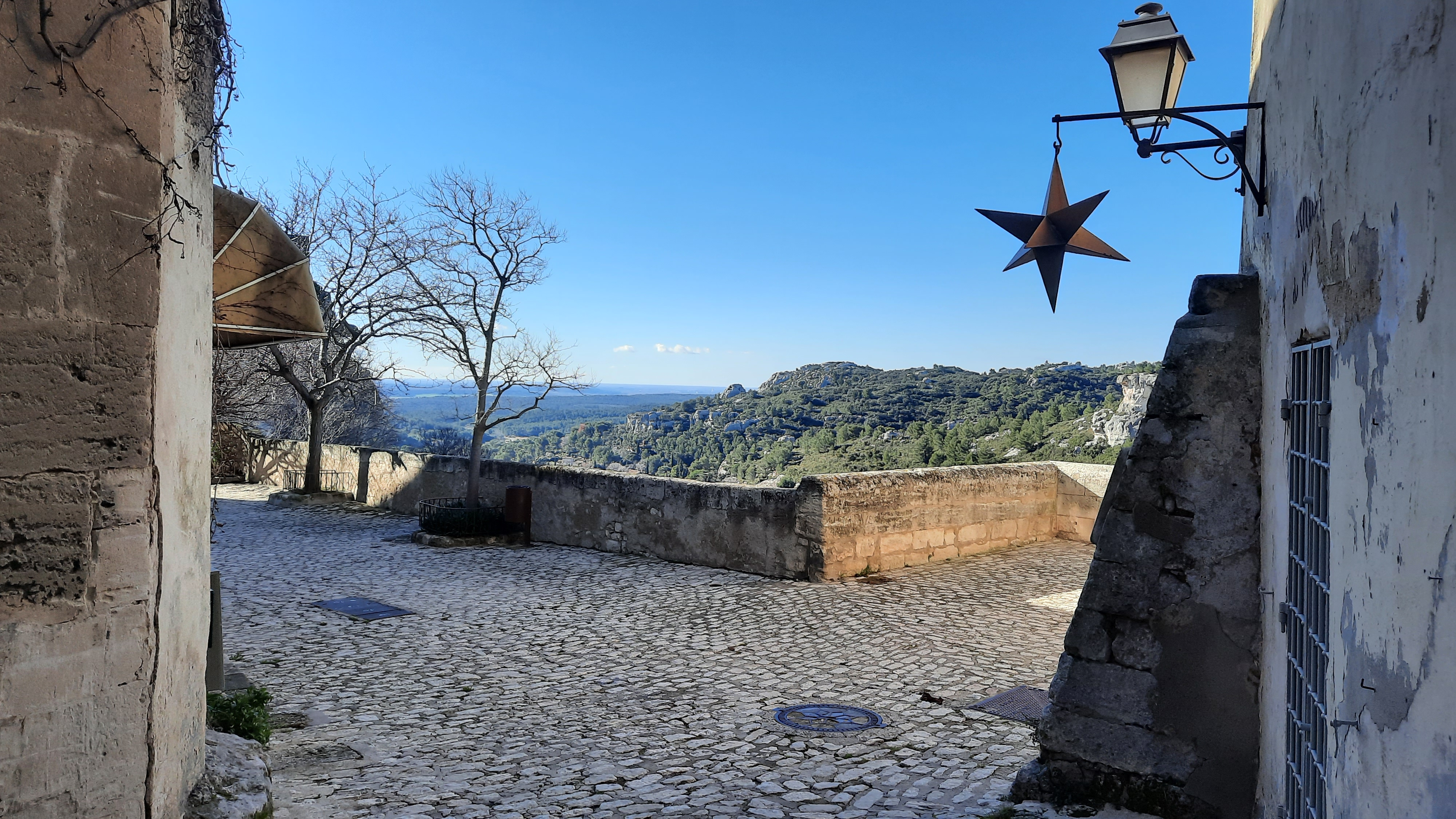
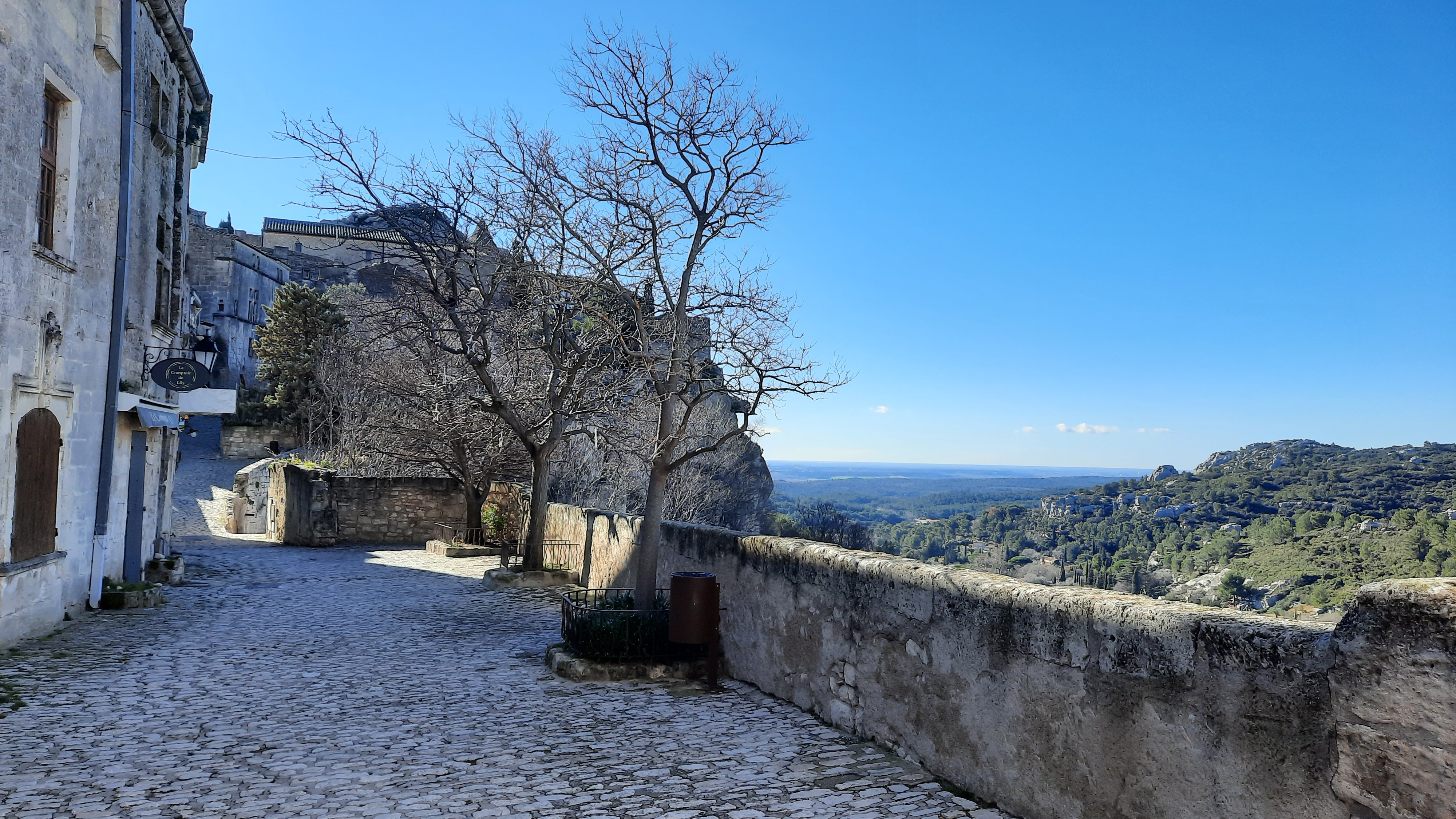